# Famille von Blankenfeld
Pour les articles homonymes, voir Blankenfelde.
La famille von Blankenfeld (Blanckenfeld, Blanckfeld, Blankenfelde) de Berlin est une famille de la noblesse immémoriale de Berlin. Cette famille se trouva aux commandes de la ville de Berlin entre 1294 et 1571 soit près de 300 ans sans discontinuer. On dénombre, à Berlin, sept bourgmestres von Blankenfeld pendant cette période de 300 ans. On remarque la présence de la famille von Blankenfeld sur Berlin de 1220 à 1896 soit près de sept siècles.
La famille von Blankenfeld a également fait fortune dans le commerce que l'on pourrait appeler d'international à ce jour, surtout avec Thomas (1436–1504) qui pratiquait le commerce des céréales, tissus et des articles de luxe. Les deux frères, Wilhelm Ier et Hans furent anoblis en 1474, par l’empereur Frédéric III du Saint-Empire.

## Origine et histoire

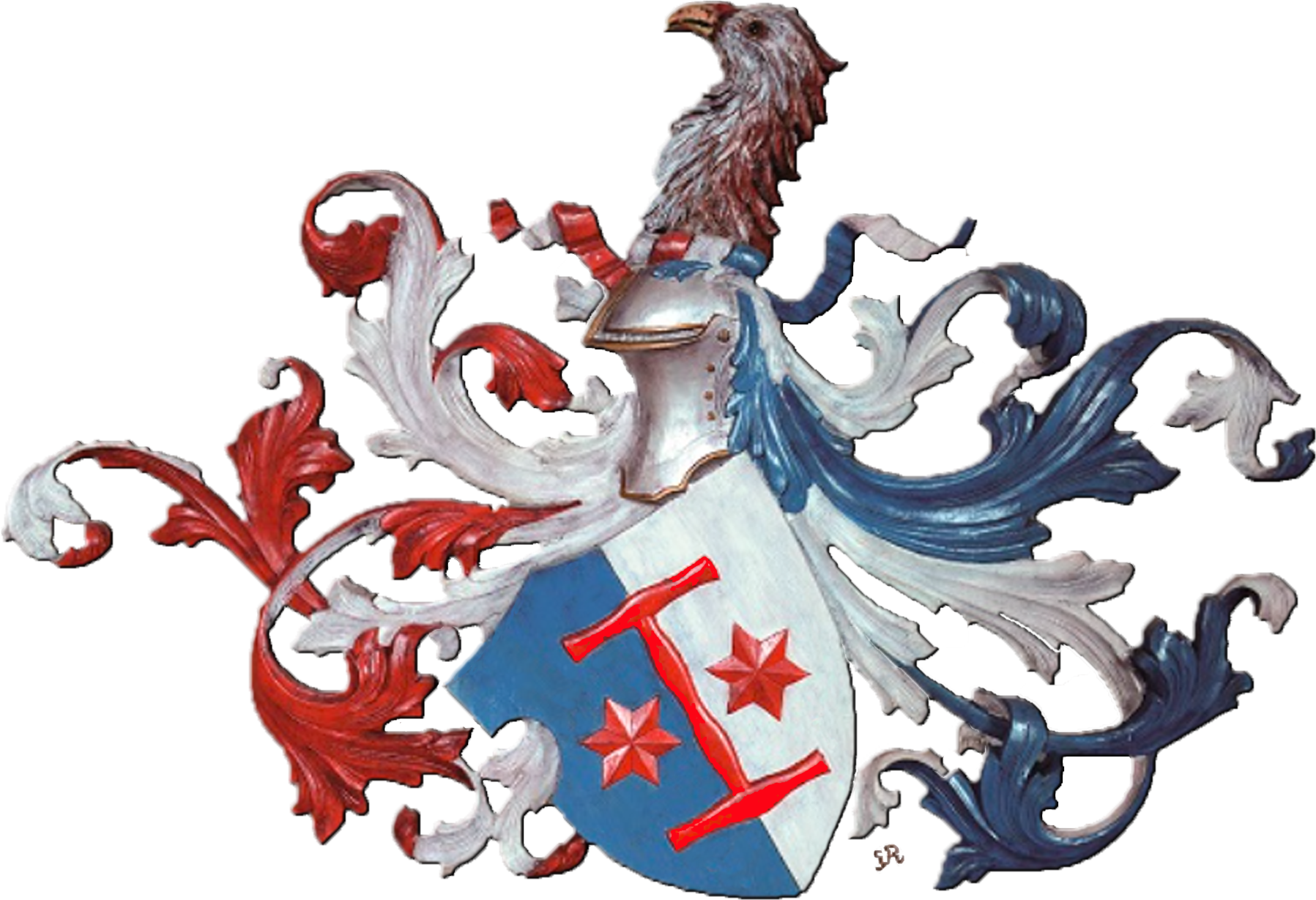
Armoiries de la famille von Blankenfeld, sculpture sur bois

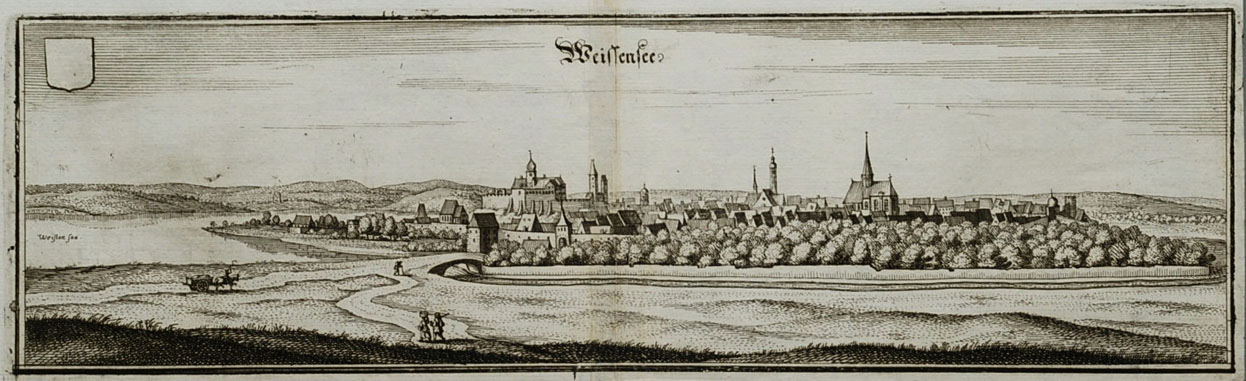
1650 Le village de Weißensee près de Berlin. Thomas von Blanckenfeld fut le premier seigneur de ce village.

Très certainement en rapport avec les villages de Blankenfelde près de Berlin, on suppose qu'une famille de guerriers de sang germanique et d’origine saxonne s’est installée, autour de 1220, dans un village situé au sud de Berlin. Le nom Blanckenfeld a été donné à cette famille.
Le nom s'écrit de plusieurs façons suivant les périodes, soit Blanckenfeld le plus souvent, dans les années 1300 à 1800, très très rarement Blankenfelde comme les deux villes près de Berlin, Blanckfeld à l'époque de la livonie avec les deux frères Johann II et Franz Ier, et Blankenfeld sans c et sans e à partir de 1800 avec le lieutenant colonel Eberhard Wilhelm von Blanckenfeld (1770-1834),. En 2025, l'orthographe courante est von Blankenfeld comme le nom des très rares descendants actuels de la famille.
Concernant le "von", il est rajouté après 1474 avec l'anoblissement des deux frères Wilhelm Ier et Hans par l'empereur Frédéric III Saint-Empire romain germanique.

### 1300-1600: la famille Blanckenfeld puis von Blanckenfeld est aux commandes de la ville de Berlin pendant 300 ans

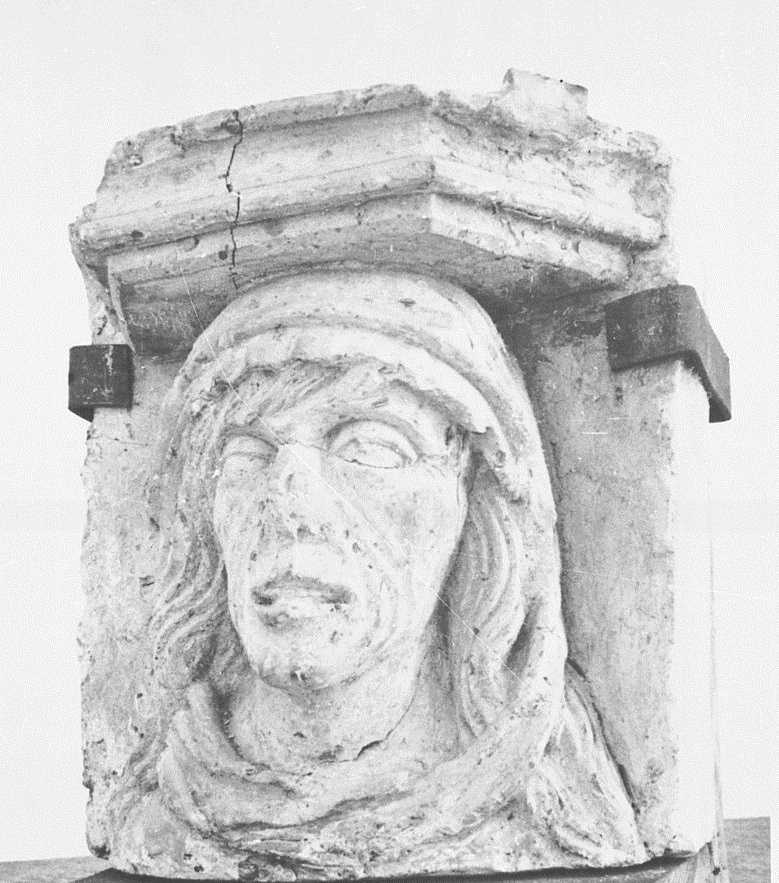
1390 Une des nombreuses sculptures qui se trouvaient dans la maison des Blanckenfeld de Berlin au moment de sa démolition en 1889.

Il semble que la famille von Blanckenfeld connaissait bien le droit populaire allemand. Pour cette époque, ils sont presque tous familiers des universités de Halle. Ils étaient les mieux placés pour reprendre la municipalité de Berlin. Certains membres de la dynastie fondèrent ce qui allait devenir les villages de Blankenfelde et d’autres s’installèrent dans les villes de Brandebourg et Spandau. À Berlin, dans la lettre de la chambre des métiers adressée aux cordonniers en 1284, le nom de Johann Blanckenfeld, conseiller et bourgmestre est déjà cité.
À compter de cette date et pendant près de 300 ans, la famille a fait partie du conseil municipal de Berlin. Les armoiries de la famille sont deux barres obliques reliées par une barre verticale avec une étoile à chaque extrémité. D'après Johann Ambrosius Siebmacher, le blason est divisé en deux, avec dans chaque zone une étoile de coloris rouge.
En 1317 à Spandau, on retrouve Johannes Blanckenfeld en tant que conseiller et en 1330 en tant que bourgmestre. Un autre Johannes von Blanckenfeld, qui, selon le recueil de dispositions, faisait partie d'un village proche, fut, en 1365, citoyen de la nouvelle ville de Brandebourg. Son descendant, Niklas, se trouva être bourgmestre parmi les émissaires de la Marche de Brandebourg. Un Hans Blanckenfeld fut en 1364 propriétaire à  Stendal. Vers 1365 un Peter Blanckenfeld vivait à Berlin. Lorsque l'on fit dresser le recueil des dispositions en matière civile et pénale en 1375, Peter Blanckenfeld possédait déjà de nombreuses propriétés. Certains membres de cette dynastie étaient des citoyens riches et estimés qui vivaient de leurs rentes.
En 1380, le fils de Peter, baptisé Paul, seul représentant de la famille à Berlin, fut témoin, d'un violent incendie qui ravagea presque toute la ville de Berlin, et sa demeure familiale située près du plus ancien marché de la ville, au 49 rue de Spandau. Les Blanckenfeld reconstruisirent la grande demeure de Berlin, dix ans plus tard, en 1390. L’épitaphe en latin dans la nouvelle demeure énonçait : 

« Les membres de la famille Blanckenfeld, bourgeois de cette ville, ont, vers 1390, alors que Paul Blanckenfeld et Henning Stroband étaient maires, reconstruit cette demeure avec des murs et des piliers solides, en briques. Cette demeure possédait  une cave voûtée de sept Jochen. »

Cette demeure a été vendue en 1620 par Wilhelm von Blanckenfeld (1575-1629)mort de la peste pendant la guerre de trente ans, à Erasmus Siedel, maire de Berlin. Elle fut la propriété de la famille Seidel pendant 100 ans. La structure de la demeure a résisté jusqu'en 1889. On peut désormais voir des restes de la construction avec les ornements et les armoiries dans le musée de Berlin.
La dynastie des Blanckenfeld a acquis des revenus considérables, parfois même des villages entiers. Durant des siècles la famille possédait de très nombreuses propriétés autour de la ville de Berlin. Les conséquences de la guerre de trente ans furent dramatiques pour la famille von Blanckenfeld et l'Allemagne. La famille von Blanckenfeld ne revient jamais aux commandes de la ville de Berlin et perd rapidement toutes ses nombreuses propriétés foncières.

### 1440: Le conflit entre le maire de Berlin, Wilhelm Blanckenfeld, qui n'est pas anobli à cette date, et avec le prince-électeurFrédéric II de Brandebourgau sujet de la construction du futur château de Berlin
Le futur château est prévu sur l' île de la Spree avec obligation de céder des terres. Ce conflit est appelé le Berliner Unwille. Au cours de ce conflit qui portait essentiellement sur la tentative de défendre l'autonomie de la ville de 8 000 habitants contre le pouvoir de décision du souverain, la fosse de construction du château, noyau du futur palais de la ville, est inondée au printemps 1448. Le compromis politique atteint en 1448 est une perte pour les citadins en matière d'autonomie urbaine. Il initie une vague d'actions princières contre les libertés urbaines dans tout l'empire.
À la tête du petit parti qui soutient le prince-électeur au Conseil de Berlin contre les citoyens se trouve Balthasar Boytin  que Frédéric II récompense, pour ses loyaux services en 1449, avec la fonction de maire de la ville de Berlin à la place de Wilhelm Blanckenfeld.
Les maires qui se sont rebellés contre Frédéric II de Brandebourg sont : Wilhelm Blanckenfeld et son jeune frère Johannes surnommé Hans et Thomas Wins. La famille Blanckenfeld perd presque tous ces avantages et beaucoup d'argent dans ce conflit mais Wilhelm retrouve assez vite son poste de maire de Berlin et est anobli en 1474 avec son frère. Frédéric II de Brandebourg abdique en 1470, vingt ans après ce conflit. Il décède l'année suivante et laisse sa place à son frère cadet Albert III Achille de Brandebourg.

### 1474: les deux frères, Wilhelm et Hans, sont anoblis par l'empereur FrédéricIIIdu Saint Empire romain germanique plus de trente ans après le conflit avec Frédéric II de Brandebourg

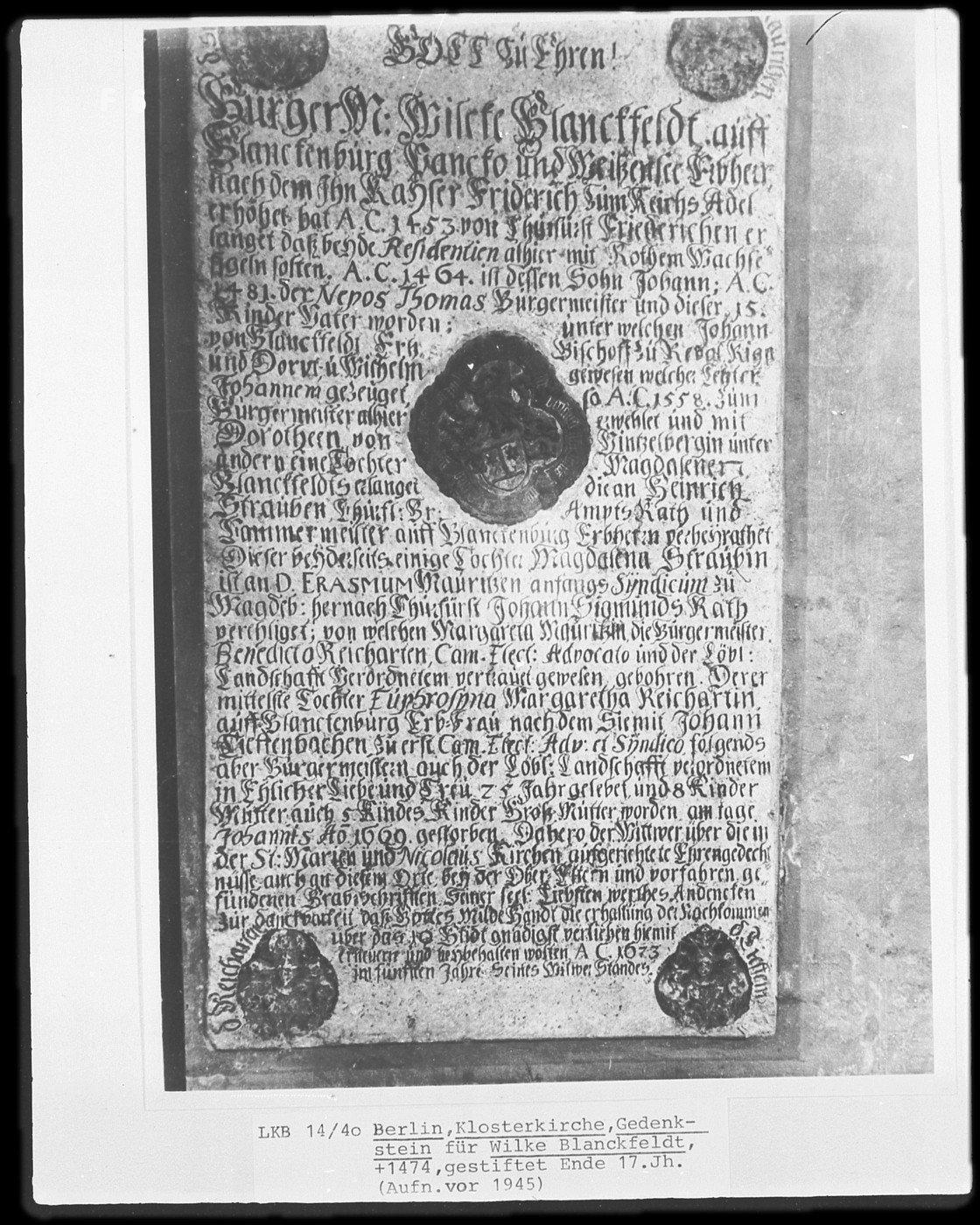
Pierre tombale de Wilke von Blankenfeld (1400-1474)

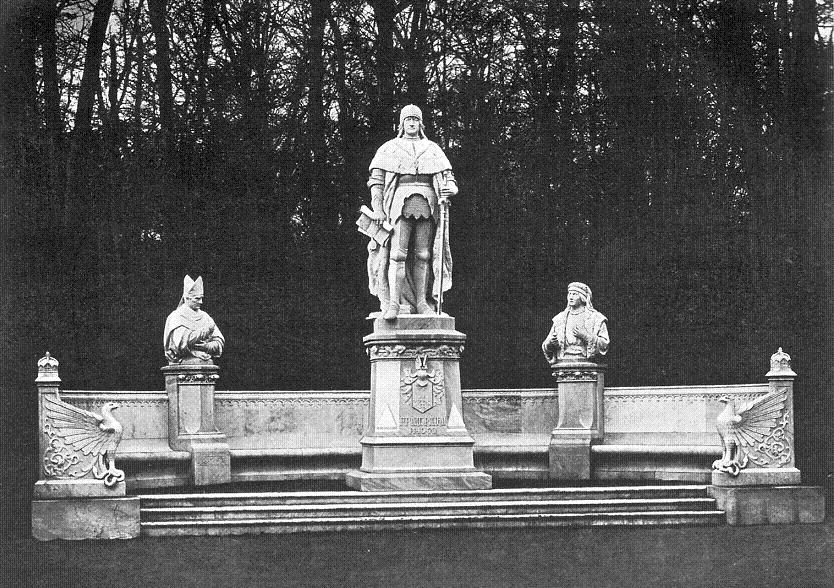
La statue de Wilhelm Ier von Blanckenfeld (1400-1474) bourgmestre de Berlin était placée sur l'avenue Siegesallee de 1898 à 1945 à Berlin

En 1474, les deux frères, Wilhelm Ier surnommé Wilke et Hans, bourgmestres de Berlin, sont anoblis par l'empereur du Saint-Empire romain germanique, Frédéric III. Wilhelm  épouse la fille de Thomas Wins et son frère Hans épouse la petite fille de Thomas Wins (de). Trois hommes de la famille Wins sont déjà bourgmestres de Berlin à la fin du XIVe siècle. Ces deux familles sont de grands propriétaires fonciers.
Wilhelm est propriétaire des manoirs de Blankenburg, Pankow et Weissensee. Avec son frère, ils perçoivent les revenus des villages comme Seefeld, Großziethen, Herzfelde, Werder, Altena, Hennickendorf, REEZ, Rüdersdorf, Pankow, Zehlendorf, Wensikendorf, Schwanebek, Kotzeband (Oranienburg), Niederschönhausen, Kaulsdorf.
Leur puissance financière est très importante à cette époque.

### 1500-1530: les von Blanckenfeld et la réforme religieuse àRigaetBerlin
En 1527, en pleine réforme religieuse menée par Martin Luther, Johann II. von Blankenfeld (1471–1527) le prince-archevêque de Riga décède de la dysenterie à Torquemada (Espagne). Il était parti de Riga  pour rejoindre l'Espagne, soit un voyage très difficile et fatigant pour cette époque. Il n'aura pas eu la possibilité de revoir l'empereur Charles Quint pour lui expliquer la situation catastrophique à Riga.
En 1530, Katharina von Blankenfeld, sa sœur, née en 1502, écrit son livre publié par Martin Luther le protestant. Ce livre donne une réponse à sa liaison amoureuse, extraconjugale et publique avec le prince-électeur Joachim Ier Nestor de Brandebourg, fervent défenseur de l'église catholique. On ne sait rien sur les trois enfants qu'ils ont ensemble. Le mari de Katharina, Wolf Hornung, l'ami du réformateur Martin Luther, attaque le prince-électeur de Brandebourg devant les tribunaux. Le prince-électeur décède cinq ans plus tard en 1535. La Réforme est mise en place dans le Brandebourg en 1539 par son fils Joachim II Hector de Brandebourg, le nouveau prince-électeur du Brandebourg.

### 1500-1600: les von Blanckenfeld en Livonie
Johann II. von Blankenfeld (1471–1527) l'archevêque de Riga, et son frère Franz Ier (1485- 1554?), père de la lignée livonienne von Blanckenfeld, vivaient sur le même territoire qui s'appelait à l'époque la Livonie. Franz Ier était un propriétaire terrien et vivait à Kulsdorf, actuellement Blome en Lettonie à 19 km de la ville de Rauna. Il se fait appeler Franz von Blanckenfeld auf Kulsdorf. Sa femme, Könne von Tiesenhausen, était la sœur de l'évèque de Reval Georg de Tiesenhausen. Franz donne le nom de Blanckfeld à l'un de ses domaines.
Franz Ier et Könne von Tiesenhausen ont 3 fils dont :
- Christopher, propriétaire des paroisses d'Oberpahlenet et Helmat
- Johann, propriétaire des paroisses de Ruhen, Schwanenburg et Salisburg

Johann épouse Anna von Mengden, dont le père est Ernst von Mengden, seigneur héréditaire d'Altenwoga. Benigna, leur fille, se marie avec le seigneur de Roggenhausen et Schlefken, Albrecht Finck von Finckenstein.
- Hans, gouverneur[14] de la ville de Fellin

Hans fut exécuté, pendant le siège de la ville de Fellin par les Polonais en 1602. La ville était Russe depuis le dernier siège de 1560 remporté par les troupes de Ivan IV de Russie, dit Ivan le Terrible. La fille de Hans, Gertrud se marie avec Johan Nöding. La lignée livonienne von Blanckenfeld perdit son dernier descendant masculin après la mort de Hans.
En 1598, un autre Franz von Blanckenfeld (1540-1617) et sa femme Catharina Orgies étaient propriétaire du célèbre manoir d'Ollustfer situé à quelques kilomètres de la ville de Fellin. Après recherche, ce Franz était l'un des fils de Johann III, le dernier bourgmestre de Berlin.

### 1579: Johann III, le dernier bourgmestre von Blanckenfeld de Berlin décède

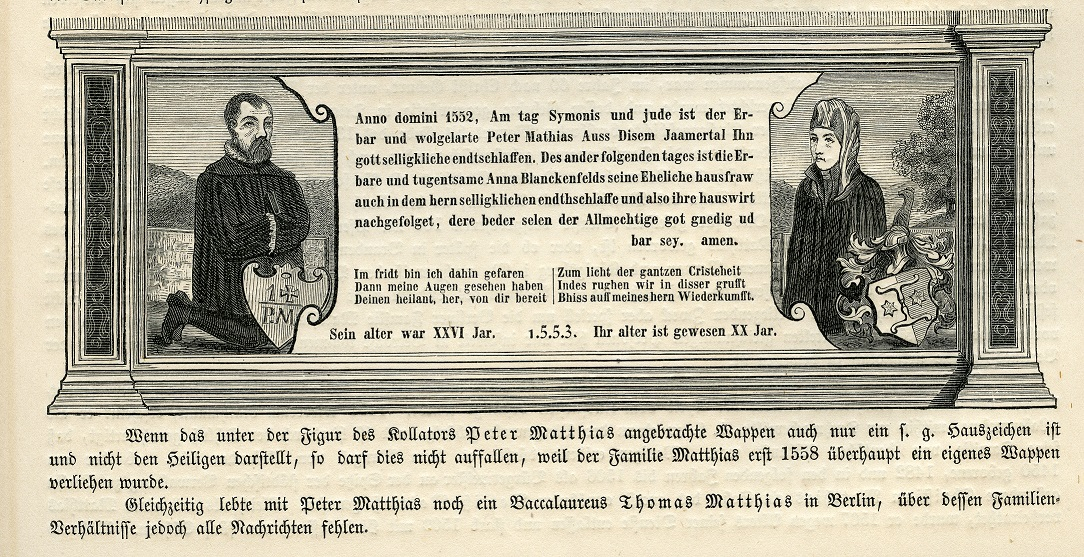
Anna Magdalena von Blanckenfeld (1532-1552), fille de Johann III, épouse Peter Matthias le fils de Georg Matthias, bourgmestre de Berlin. Les deux jeunes mariés meurent de la peste en 1552

Anna Magdalena, un des 17 enfants de Johann III, épouse Peter Matthias le fils de Georg Matthias, bourgmestre de Berlin à cette date. Les deux jeunes mariés meurent de la peste en 1552.
En 1579, le dernier bourgmestre von Blanckenfeld de Berlin, Johann III. von Blankenfeld, décède. Il était le seigneur des manoirs de Pankow, Blankenburg, Birkholz, Weißensee et Kaulsdorf. Il était aussi l'un des propriétaires fonciers les plus riches de Berlin, mais également fortement endetté. Trois siècles plus tard, on découvrit qu'il avait été l'un des premiers ingénieurs, à Berlin, en bâtiment et travaux publics.
Ses descendants vendirent les dernières propriétés dont le siège de la famille à Berlin, puis le manoir de Weißensee.

### 1618-1648: la Guerre de Trente Ans, puis le déclin financier rapide de la famille

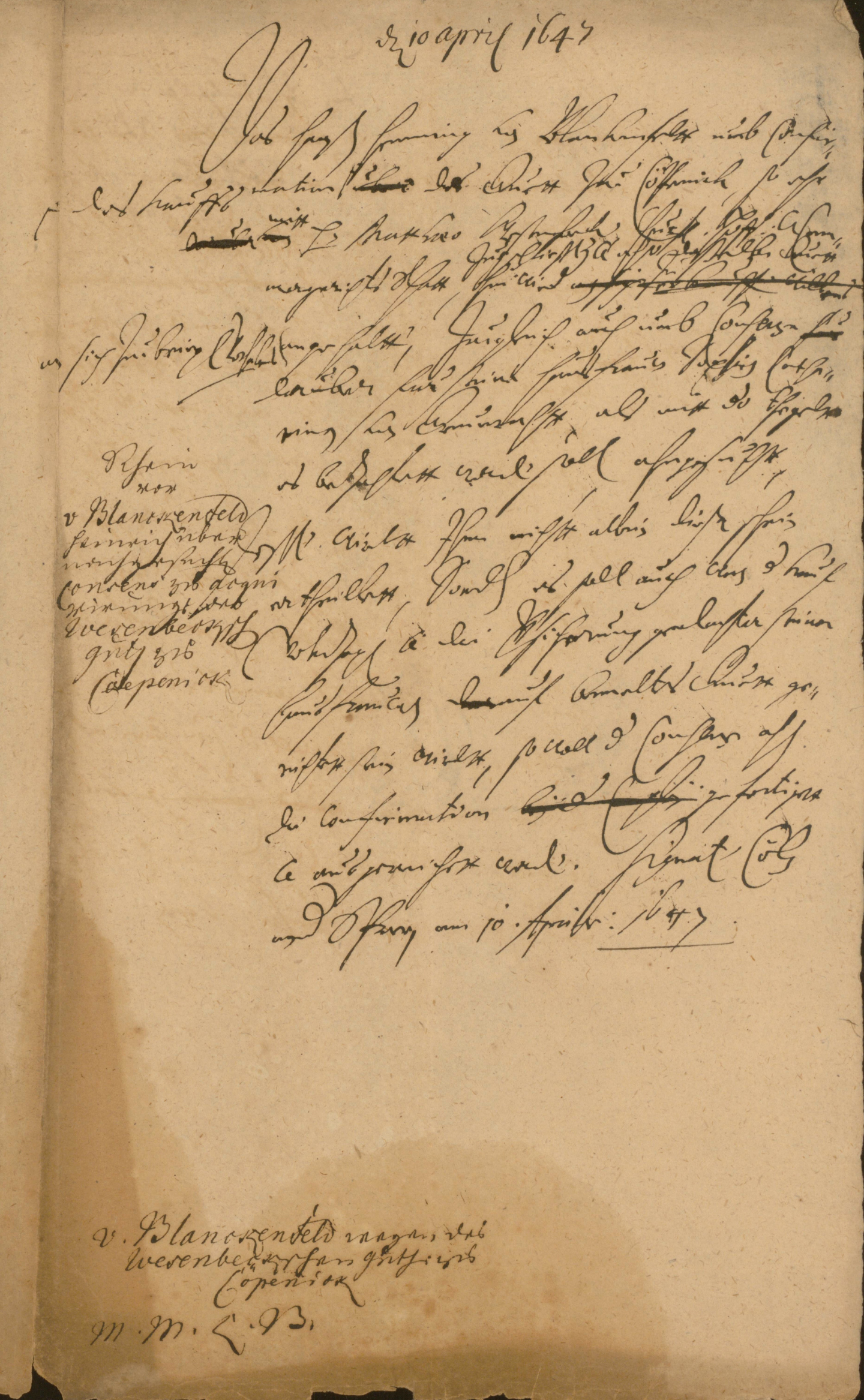
1647 lettre de Hans Henning von Blanckenfeld(1616-1689). Ecriture manuscrite allemande Kurrentschrift aussi appelée Spitzschrift. Déchiffrage et traduction en français par spécialiste agréé. Le 10 avril 1647, Récapitulatif
Hans Henning von Blanckenfeld (juge de la cour) demande un certificat avec confirmation et
consentement pour l’achat du domaine de Mattheo Wesenbeck (fonctionnaire de l’électorat de
Brandebourg) situé à Köpenick (près de Berlin). Ce certificat doit également être délivré à sa femme
Sophia Katharina von Grünrod (par ex. en cas d’héritage).
La demande était probablement adressée à la « Amtskammer », l’institution qui a précédé la
Chambre de la guerre et des domaines. Les chambres de la guerre et des domaines sont les autorités
provinciales de Prusse créées par Frédéric-Guillaume Ier lors de la réorganisation de l’administration
en 1723. Elles sont issues de la fusion des commissariats de la guerre (Kriegskommissariate) et des
chambres administratives (Amtskammern). Les commissariats de guerre étaient des autorités
chargées de percevoir les impôts et les taxes destinés aux besoins de l'armée, à l’armée permanente.
Les chambres administratives géraient les domaines et percevaient les loyers de ces biens publics.

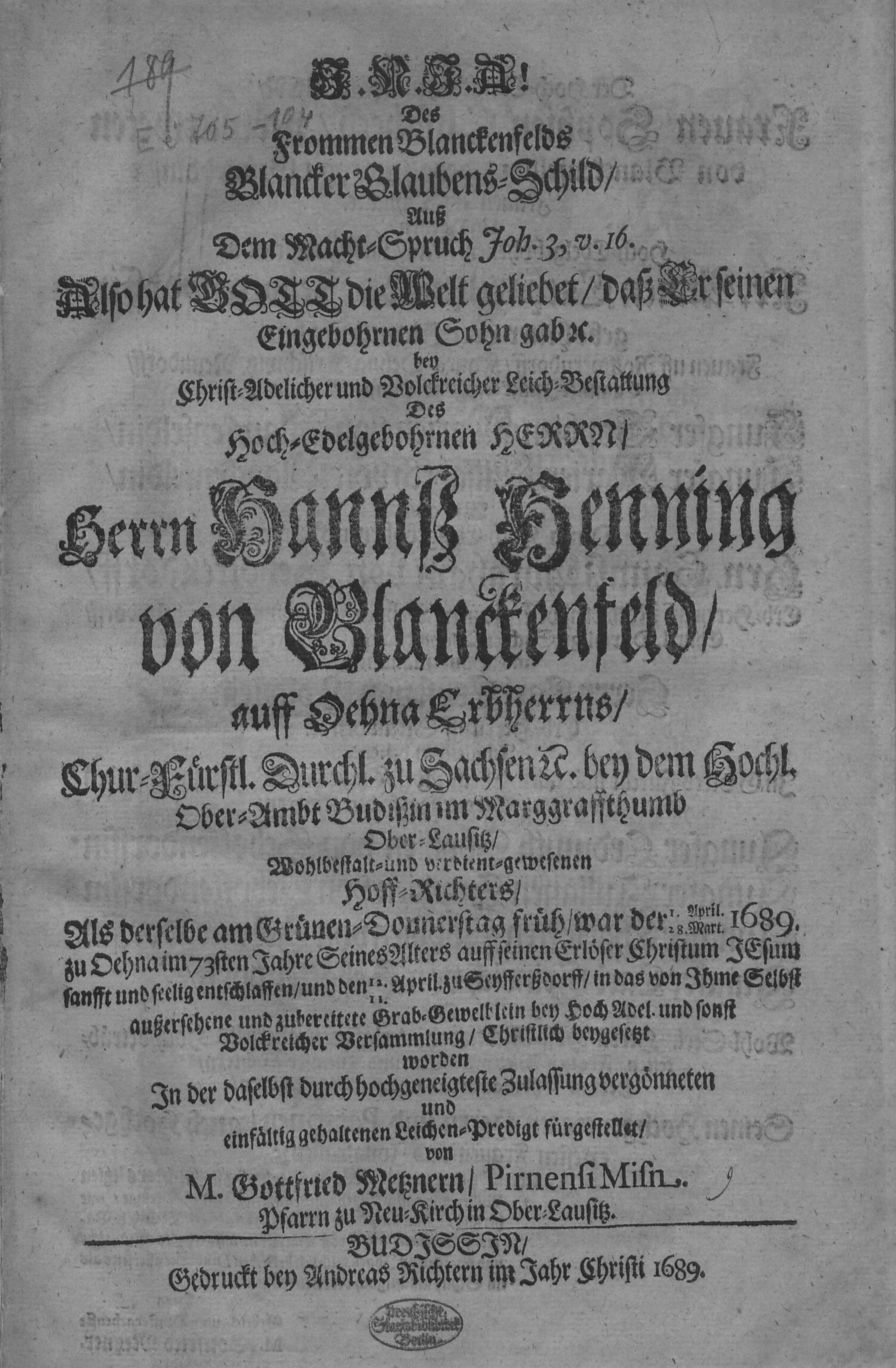
Le livre de 50 pages sur l'oraison funèbre de Hans Henning von Blanckenfeld en 1689

Le dernier enfant de Johann III, Wilhelm IV (1575-1629), dernier propriétaire du manoir de Weißensee, assurera, seul, la descendance masculine jusqu'à nos jours.
La guerre de Trente Ans (1618-1648), n'arrange rien au déclin financier rapide de la famille. Le dernier von Blanckenfeld riche, propriétaire terrien, est Hans Henning von Blanckenfeld (1616-1689), seigneur de Oehna Bautzen, juge à la cour.

### 1700: le duché de Prusse devient le royaume de Prusse
En 1618, la marche de Brandebourg et le duché de Prusse ne font plus qu'un seul état, l'état du Brandebourg-Prusse. À partir de 1700, le duché de Prusse devient le royaume de Prusse, le royaume devient un état militaire et les nobles sont très souvent officiers.

### 1800: une branche von Blanckenfeld réapparaît à Berlin avec le lieutenant-colonel Eberhard Wilhelm (1770-1834) qui supprime le c à von Blanckenfeld avant son mariage
Avant 1800, alors que l'on croyait complètement éteinte la descendance masculine, la branche von Blanckenfeld installée à Berlin vit la naissance d'un nouveau descendant masculin, Eberhard Wilhelm von Blanckenfeld (1770–1834), lieutenant-colonel de gendarmerie à Potsdam, marié avec Karoline, fille du général major et député Karl Wilhelm von Tschirschky de Silésie. Ces deux fils, les frères Hermann (1809-1882) et Gustav (1813-1888), seront lieutenant-colonel et major royal d'infanterie à Berlin, sa fille Luise sera chanoinesse. C'est Eberhard qui supprime le "c" au nom Blanckenfeld avant son mariage en 1804.

### 1896: Alfred Gustav Eberhard von Blankenfeld, le dernier des von Blankenfeld de Berlin
Alfred Gustav Eberhard von Blankenfeld, né à Stettin, fils de Gustav von Blankenfeld (1813-1888) major royal prussien, quitte Berlin en 1896 pour Rastatt, puis Bonn, et Trèves. Il est le dernier von Blankenfeld de Berlin. Alfred participe avec son premier fils  Wilke à la Première Guerre mondiale contre les Russes. Par la suite, Wilke et son frère Malte, participent à la Seconde Guerre mondiale contre la France. En 1945, sa petite-fille Luise se marie avec un Français.

### 1891 à 1963: Blankenfeldestraße, la rue Blankenfelde à Berlin
Dans le centre de Berlin, existait une rue de 1891 à 1963, qui portait le nom de Blankenfeldestraße en mémoire soit de Paul (1365-1443) ou de Johann III. von Blankenfeld, l'ingénieur maire de Berlin (1507-1579).

### 1992: Blankenfeldstraße, la rue Blankenfeld à Franckfort sur Oder
C'est grâce au prince-archevêque Johann von Blanckenfeld (Blanckfeld) que la jeune université Viadrina de Francfort sur Oder a dès le départ acquis un horizon paneuropéen. Cette rue s'appelait Conrad-Blenkle-Straße en 1982

### 2020: "Lamentation of Christ" l'épitaphe datant de 1490 est restaurée

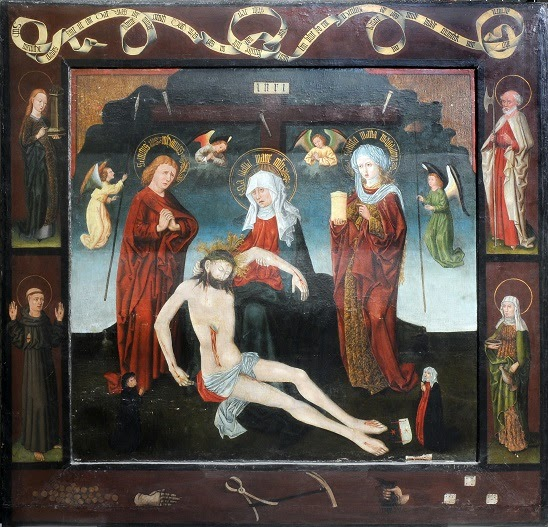
1490 environ :l'épitaphe de la famille von Blanckenfeld est restaurée depuis 18 novembre 2019, visible sur le mur sud de l'église Sainte-Marie à Berlin

Visible dans l'église Sainte-Marie à Berlin, sur le mur sud.
D'importants citoyens de Berlin ont trouvé leur dernier lieu de repos dans le centre de Berlin. Leurs familles ont fait don de panneaux et d'images, appelés épitaphes, qui alliaient mémoire et médiation.
"La Freundeskreis der Kulturstiftung der Länder" a permis la restauration professionnelle d'un autre trésor de la collection d'art de St. Marien: le mémorial de la famille von Blanckenfeld avec le titre "Lamentation of Christ" vers 1490. Nous remercions les sponsors du fond du cœur, car grâce à leur soutien, cette peinture qui fait partie de l'identité et de l'histoire de la ville de Berlin, brille à nouveau.

L'image peut être vue dans le chœur élevé de la St. Marienkirche sur le mur sud.

La famille von Blanckenfeld était l'une des plus anciennes familles de patriciens et de conseillers de Berlin. Entre le XIIIe et le XVIe siècle, la famille a fourni sept maires à la ville. Sa société mère était située dans la Spandauer Strasse, près de la St. Marienkirche. La plaque montre les pleurs du Christ descendu de la croix. Le fondateur de l'image s'agenouille comme de petites figures sur le côté du corps du Christ. Les armoiries de Blanckenfeld apparaissent devant la figure de la femme

### 2021: Le château de Berlin est reconstruit, Wilhelm von Blanckenfeld(1390–1474) et son blason apparaissent de nouveau à gauche du portail III

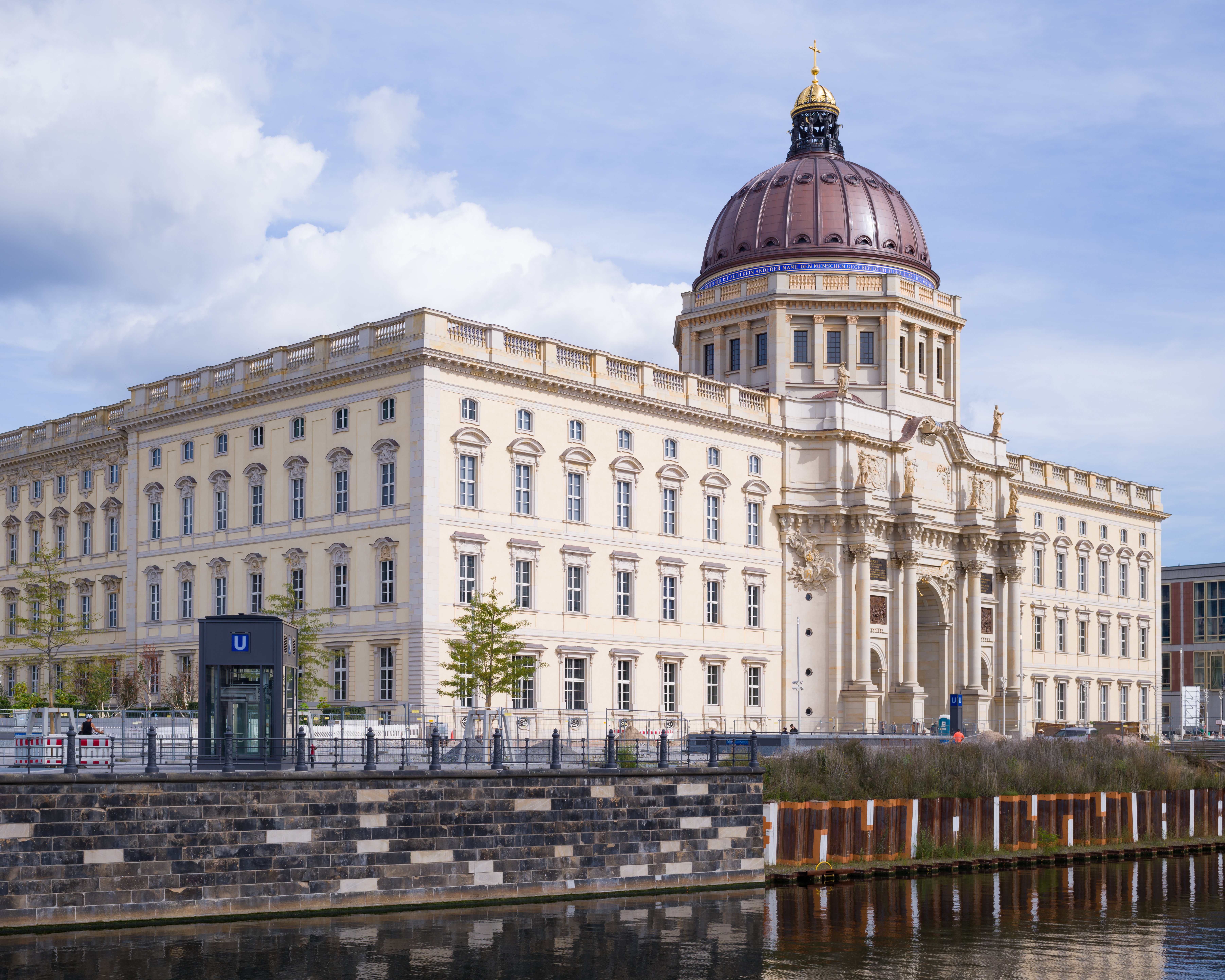
Château de Berlin en 2022, portail III sur la gauche, une œuvre représentant la prise du pouvoir en 1448 par l'électeur Frédéric II (1413-1471) sur les notables de la ville, en particulier sur le maire de Berlin, Wilke von Blanckenfeld agenouillé

L'origine du château de Berlin, situé en plein centre de Berlin, date de 1443. Son propriétaire initial est le prince-électeur Frédéric II Dent de Fer. Le château est fortement endommagé en 1945 et rasé en 1950 par le gouvernement communiste de la RDA, la République démocratique allemande. Les travaux de reconstruction commencent en 2013 et s'achèvent en 2020. L'œuvre en bronze représente en 1437, la prise du pouvoir par le prince-électeur Frédéric II "Dent de Fer"(1413-1471) avec le maire de Berlin, Wilke von Blanckenfeld (1390–1474) agenouillé. Le relief en bronze se trouve à gauche sur le portail III, portail principal du château. Les étapes concernant la reconstruction de l'œuvre sont décrites sur le site du château de Berlin

## Personnalités
- Johannes I Blanckenfeld (1240–1320) bourgmestre de Berlin
- Peter Blanckenfeld (1335–1382) bourgmestre de Berlin
- Paul Blanckenfeld (1365–1443) bourgmestre de Berlin
- Wilhelm von Blanckenfeld (1390–1474) bourgmestre de Berlin, seigneur des manoirs de Pankow, Blankenburg, et Weißensee. Anobli avec son frère Hans en 1474, par l'empereur du Saint Empire.
- Johannes II (Hans) von Blanckenfeld (* 1404) bourgmestre de Berlin, frère de Wilhelm Ier Blanckenfeld (1390–1474)
- Thomas von Blanckenfeld (1436–1504) bourgmestre de Berlin. 21 enfants
- Johann II von Blankenfeld (1471-1527) Evêque de Reval, Dorpat, procureur général de la curie papale au service du Grand Maître des Chevaliers Teutoniques, Prince-Archevêque de Riga, fils de Thomas
- Franz von Blanckenfeld de Kulsdorf (*1485) propriétaire des manoirs de Kulsdorf[11] (Blome) en Lettonie, à 19 km de Rauna. Fils de Thomas. Marié avec Könne von Tiesenhausen, sœur de Georg von Tiesenhausen, évêque de Réval de 1525 jusqu'à sa mort en 1530
- Katharina von Blanckenfeld, née en 1502, dernier enfant de Thomas, marié avec Wolf Hornug, maîtresse du prince-électeur de Brandebourg Joachim Ier Nestor de Brandebourg, avec lequel elle a 3 enfants
- Johann III. von Blanckenfeld (1507–1579) bourgmestre de Berlin et ingénieur. 17 enfants. Il est le dernier bourgmestre von Blankenfeld de Berlin. Il était également le seigneur[29],[20] des manoirs de Pankow, Blankenburg, Birkholz, Weißensee et Kaulsdorf
- Joachim von Blanckenfeld (1529–1612) bourgmestre de Francfort-sur-l'Oder, fils de Johann III. von Blanckenfeld
- Hans Henning von Blanckenfeld (1616–1689) Seigneur héréditaire d'Oehna  Bautzen, juge à la cour, propriétaire du domaine d'Oehna, de Köpenick. Marié en 1645, au château de Seifersdorf, avec Sophia Katharina von Grünrodt 1628-1651 et de nouveau à Seifersdorf, avec Sophia Elisabeth von Grünrodt †1707, sa nièce. La famille Grünrodt est propriétaire du château de Seifersdorf de 1586 à 1747 soit 161 années. Il laisse un livre de son oraison funèbre de 150 pages dans laquelle on voit très bien son ascendance généalogique von Blanckenfeld avec un c avant le k.
- Eberhard Wilhelm von Blankenfeld (1770–1834)[22] Lieutenant colonel de la troisième brigade de gendarmerie de Potsdam, marié avec Karoline von Tschirschky (1778-1855), fille du généralmajor Karl Wilhelm von Tschirschky. Avec lui, l'orthographe du nom Blanckenfeld change en Blankenfeld vers 1800 et s'écrit von Blankenfeld depuis cette date et non von Blankenfelde comme le nom de la ville.
- Hermann Gustav Wilhelm von Blankenfeld (1809–1882)[30] Lieutenant colonel dans le régiment d'infanterie von Horn, puis à Berlin
- Gustav Léo Eberhard von Blankenfeld (1813–1888) Major Royal d'infanterie[31] à Berlin, marié avec Luise von Randow (1832-1879), petite fille de Karl Benjamin von Randow (Ragnit le 23.08.1770- Rawitsch le 05.12.1827) anobli à Berlin le 25.06.1804), ils ont deux enfants, Alfred et Martha. Gustav participe à la guerre de 1870 contre la France.
- Alfred, Gustav von Blankenfeld (1862-1931), le dernier von Blankenfeld de Berlin. 1880 Cadet à l'école de Groß-Lichterfelde (Berlin) puis officier. Il démissionne de l'armée comme lieutenant en 1887. Il quitte Berlin en 1896 juste après son mariage pour Rastatt, puis Bonn, et Trèves. Il participe avec son fils Wilke (1897-1961) à la Première Guerre mondiale contre les Russes, dans la région de Varsovie. Propriétaire de mines à Bonn avant la guerre, puis commandant de cavalerie à Trèves, dans le Land de Rhénanie-Palatinat. Marié en 1896 à Lamsfeld, près de Berlin, avec Helena Emma Anna Schultze (1876-1928), ils ont trois enfants, Wilke (1897-1961) né à Rastatt, Herta (1899-?)née à Berlin et Malte (1909-1995)né à Trêves.

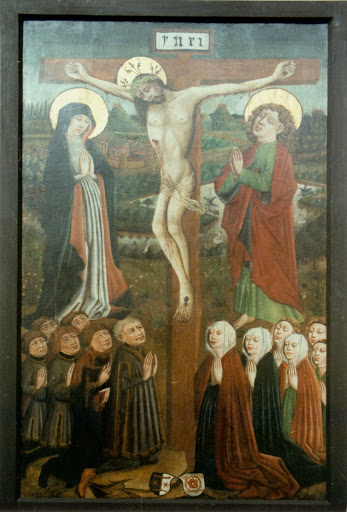
Tableau de la famille de Paul Blanckenfeld  (1365–1443)  de Berlin. Cette peinture date d'avant 1443
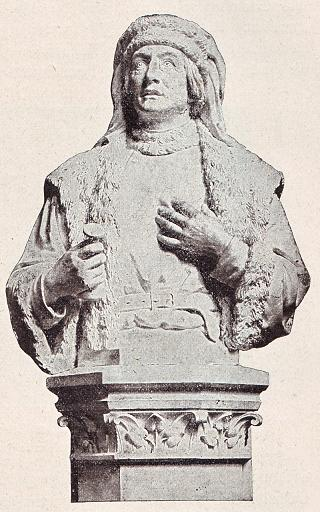
Statue de Wilhelm Ier von Blanckenfeld (1390-1474) avant 1945 dans l'allée Siegesallee à Berlin. C'est l'une des personnalités les plus connues de la famille.Cette statue du sculpteur Alexander Calandrelli (1834-1903) était placée sur l'avenue Siegesallee de 1898 à 1945 à Berlin. En 2009, elle était entreposée à la citadelle de Spandau, en vue d'une restauration et d'une exposition à la citadelle de tous ces géants en 2015. En 2022 elle était, rénovée, à la citadelle de Spandau.
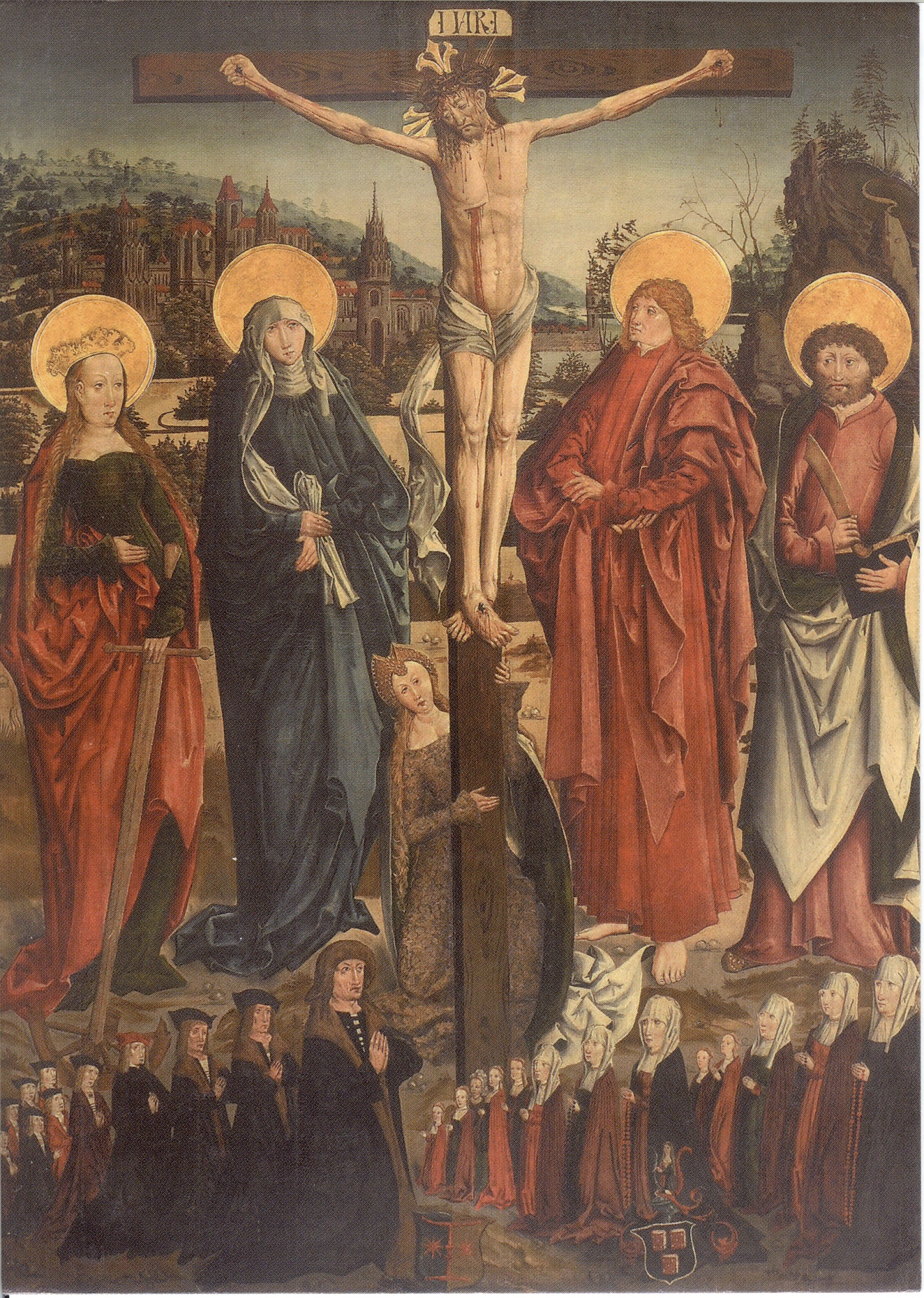
1500- famille Thomas von Blanckenfeld, église de Mariekirche à Berlin
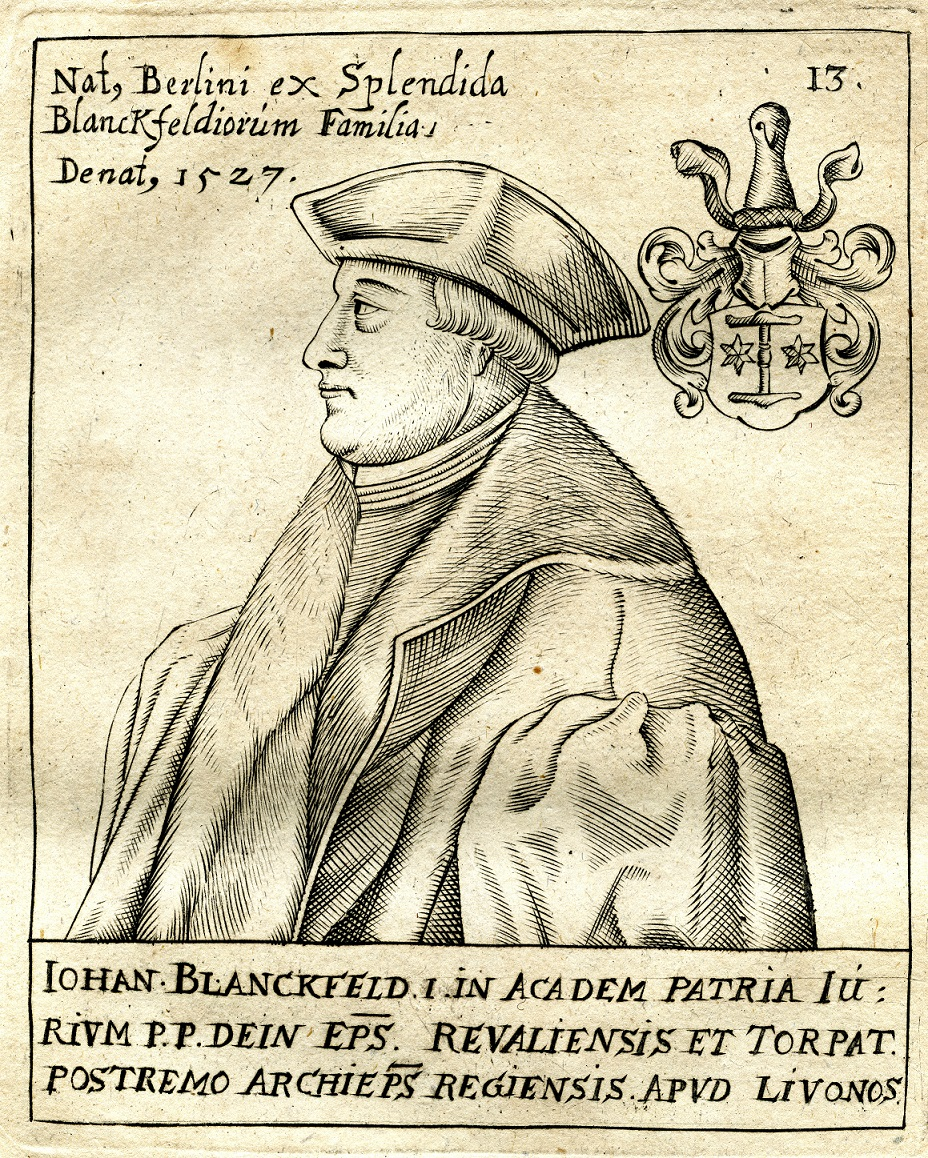
Johann II Blanckenfeld (1471-1527)(Blanckfeld), Prince-archevêque de Riga, fut le dernier rempart catholique face au Luthéranisme
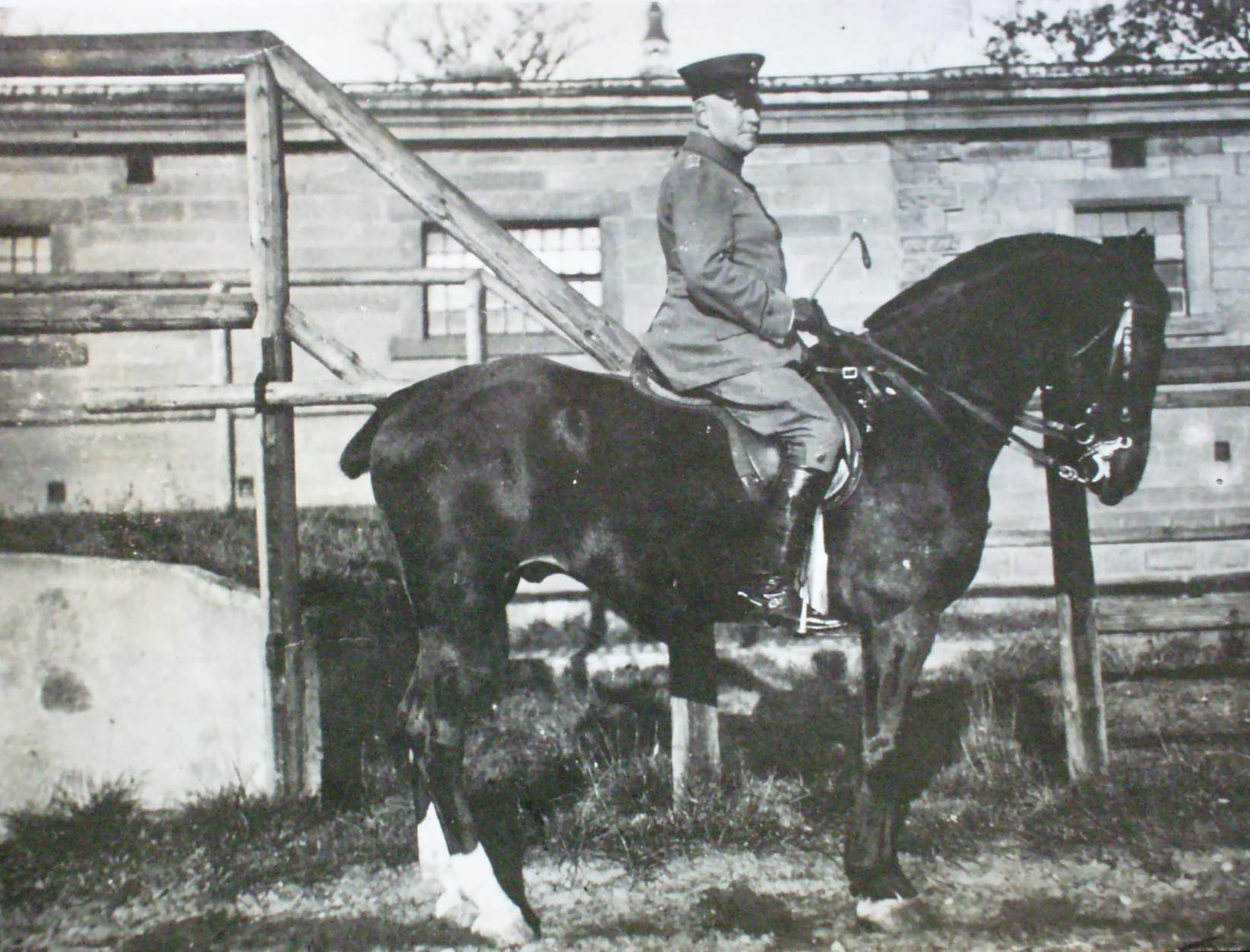
Alfred, Gustav von Blankenfeld (1862-1931), le dernier von Blankenfeld de Berlin. Il quitte Berlin en 1896 juste après son mariage pour Rastatt, puis Bonn, et Trèves. Il participe avec son fils Wilke à la Première Guerre mondiale contre les Russes

## Propriétés de la famille (château-manoir-maison)

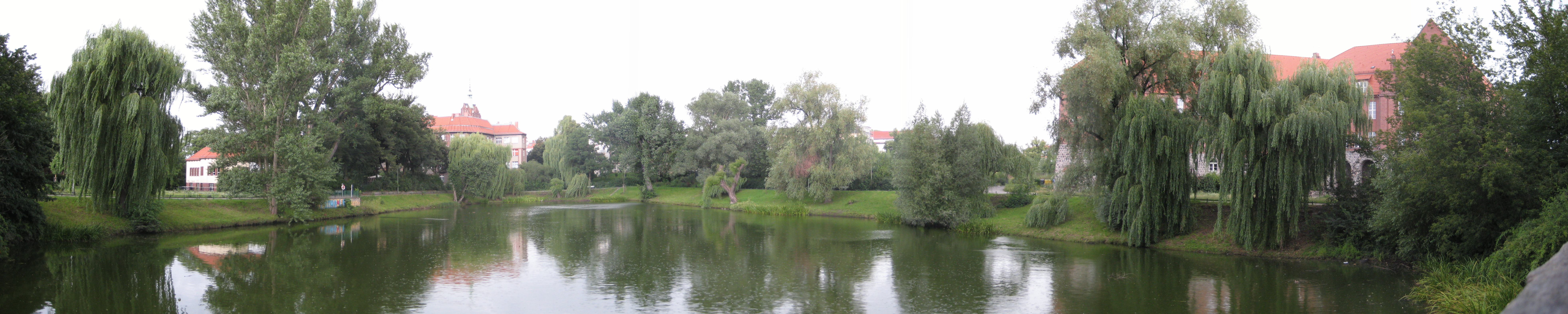
2011 Le manoir de Weißensee appartient à la famille Blanckenfeld entre 1480 et 1620. Le manoir a disparu, mais le lac est resté avec l'église...
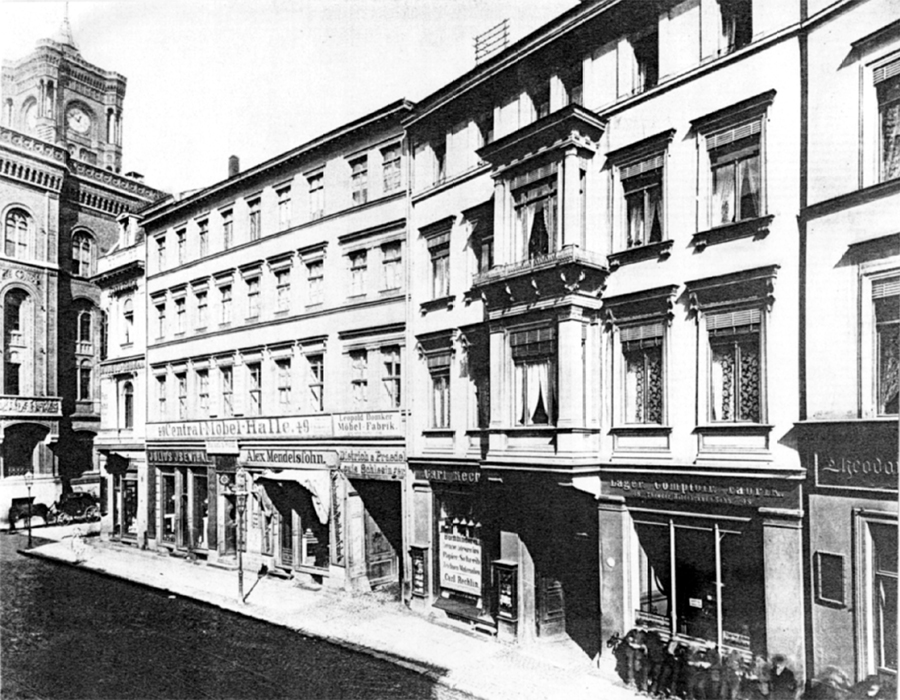
1871 Maison des Blankenfeld. Photo de la maison du siège de la famille von Blanckenfeld à Berlin. Quand elle fut démolie en 1889, c'était la plus ancienne demeure de Berlin. La construction datait de 1390. Elle était située au 49 rue de Spandauer, entre la mairie et le marché Molkenmarkt. En 2021, à la suite des nombreuses démolitions, le numéro 49 n'existe plus
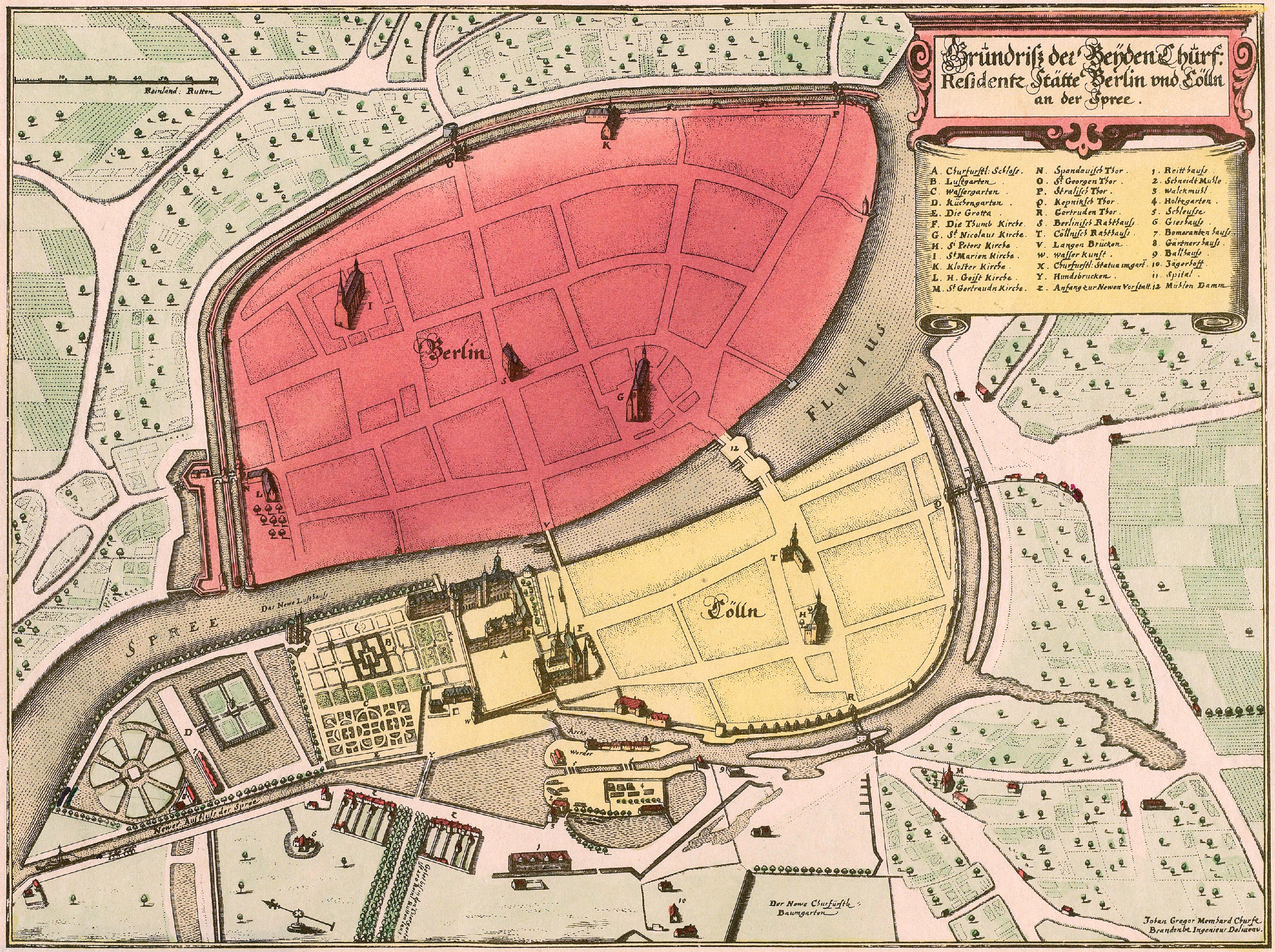
Sur ce plan de Johann Gregor Memhardt de 1652 la maison des Blanckenfeld se trouvait à quelques dizaines de mètres de la mairie (point S) dans la zone rouge
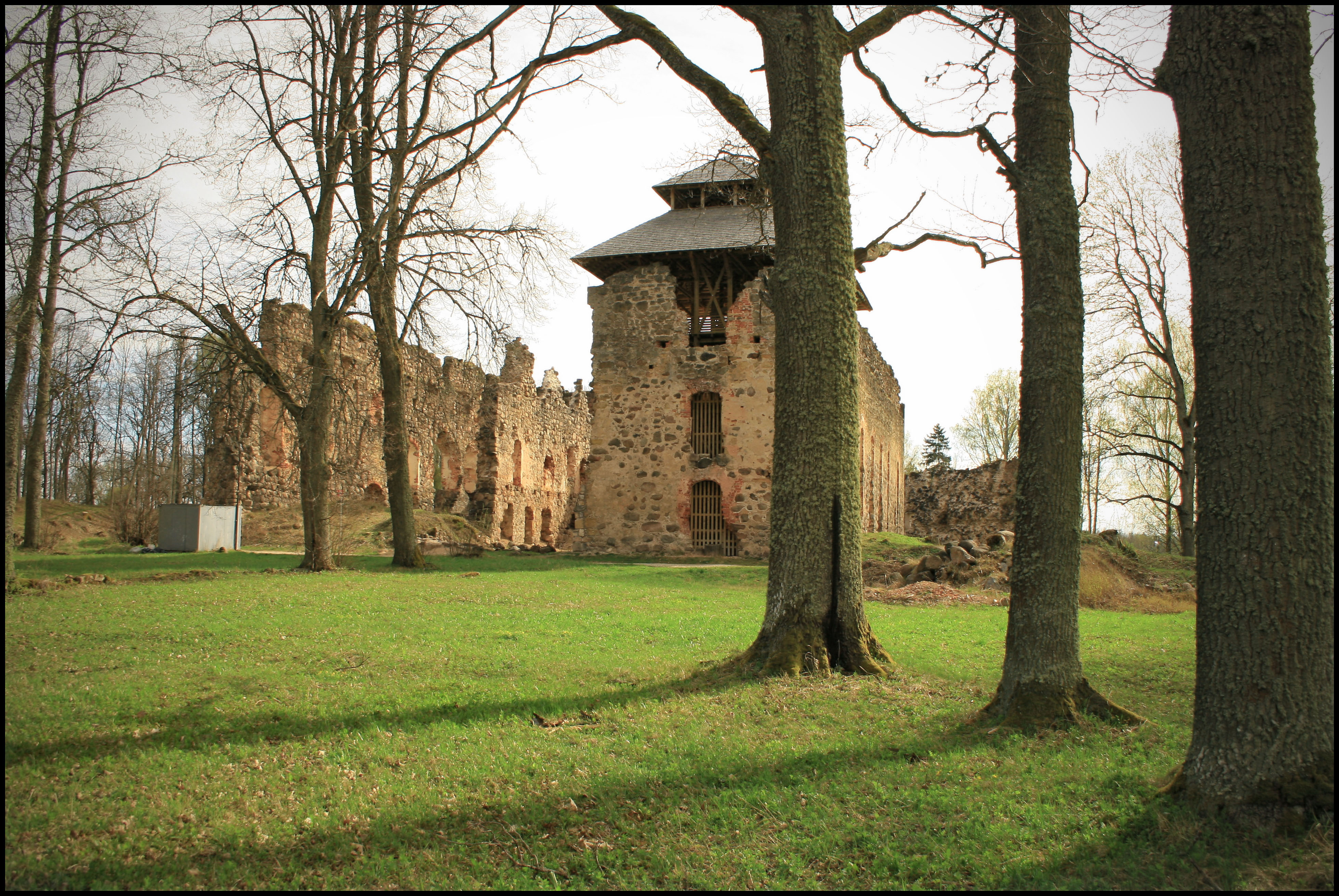
2010 Les ruines de l'imposant château de Ronneburg (Rauna en Lettonie, à 100 km de Riga) des archevêques de Riga. Construit par l'archevêque Albert en 1262
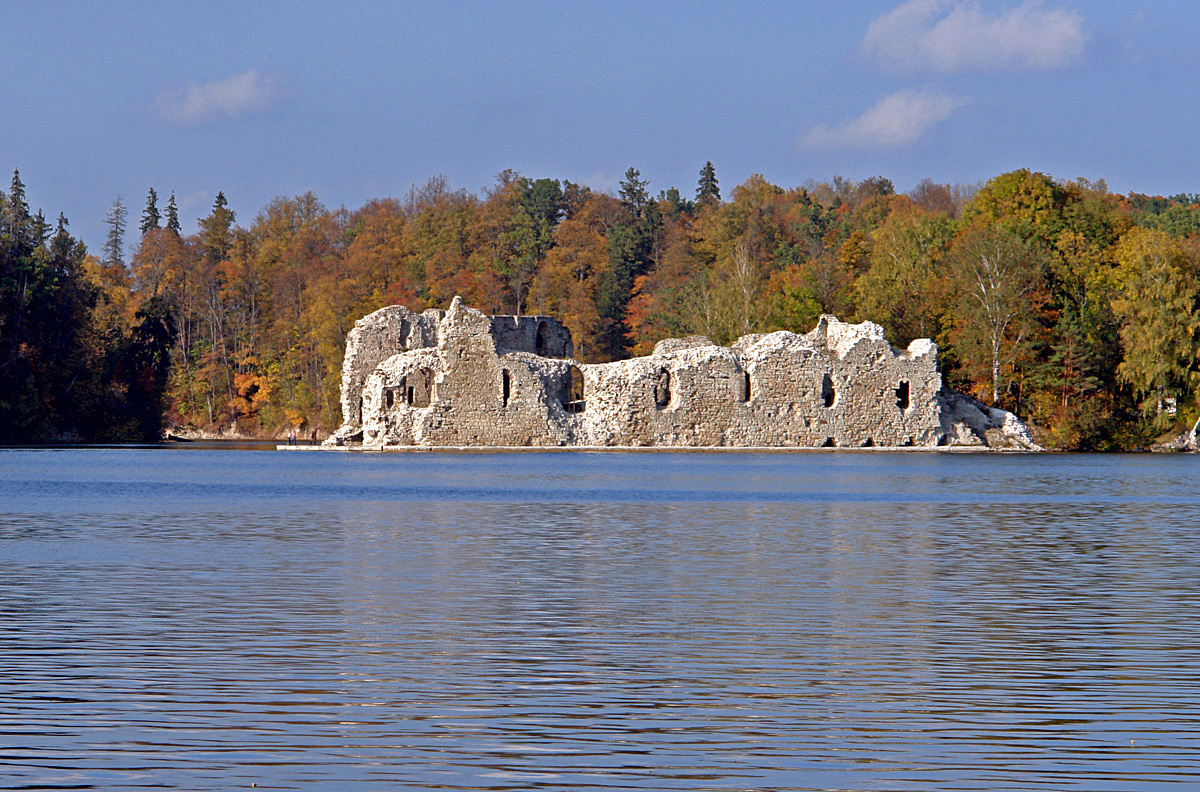
Les ruines du château de Koknese près de Riga
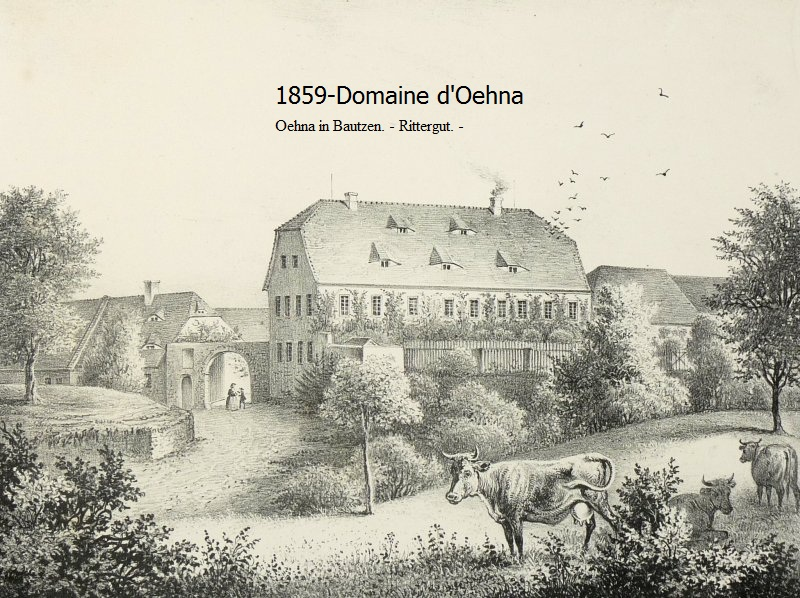
Domaine d'Oehna Bautzen[32] de Hans Henning von Blanckenfeld
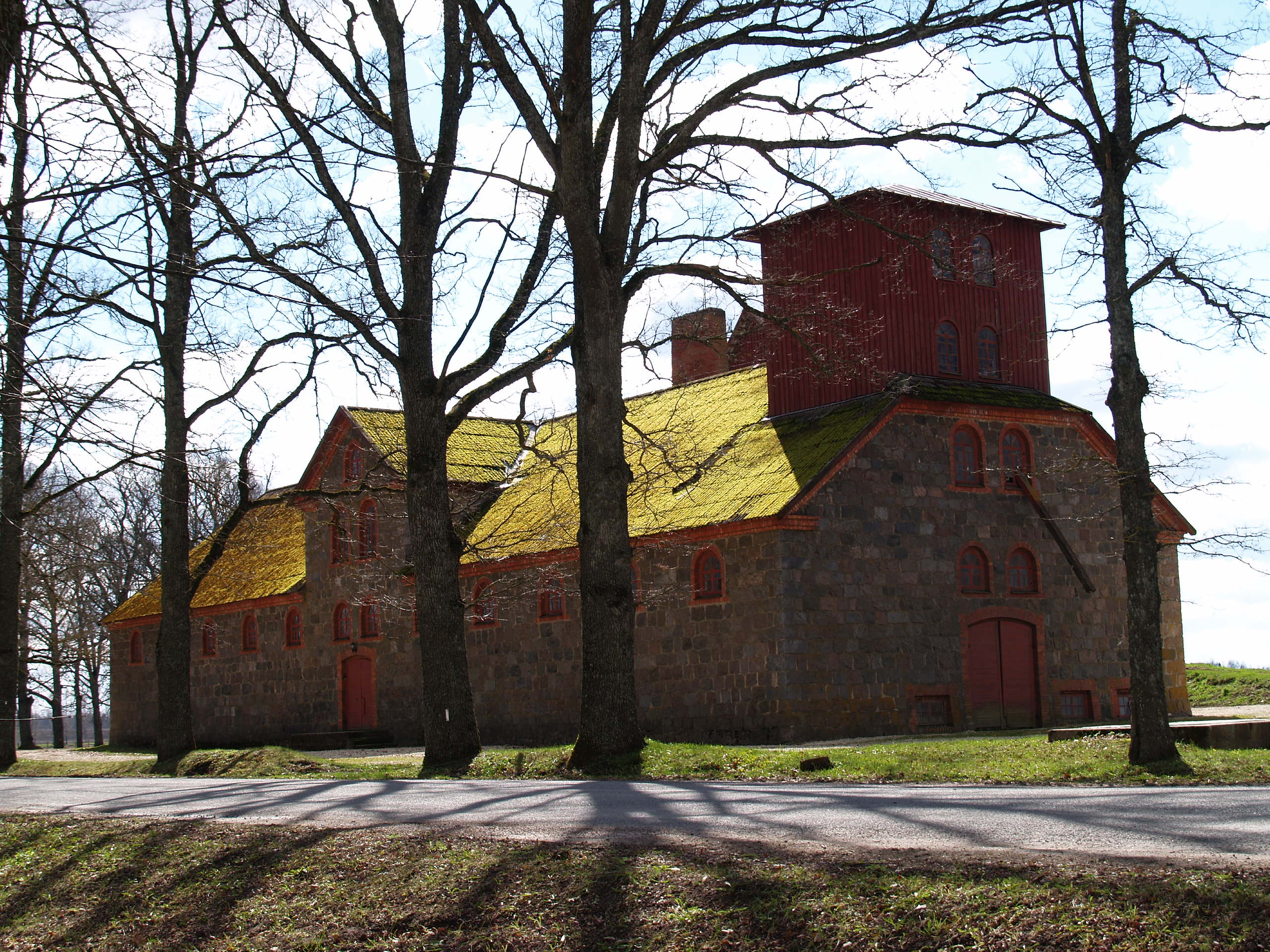
Ancienne grange du manoir d'Ollustfer en livonie, Estonie aujourd'hui, le vieux manoir datait de 1600. Franz[33] von Blanckenfeld était propriétaire en 1598 avec sa femme Catharina Orgies.
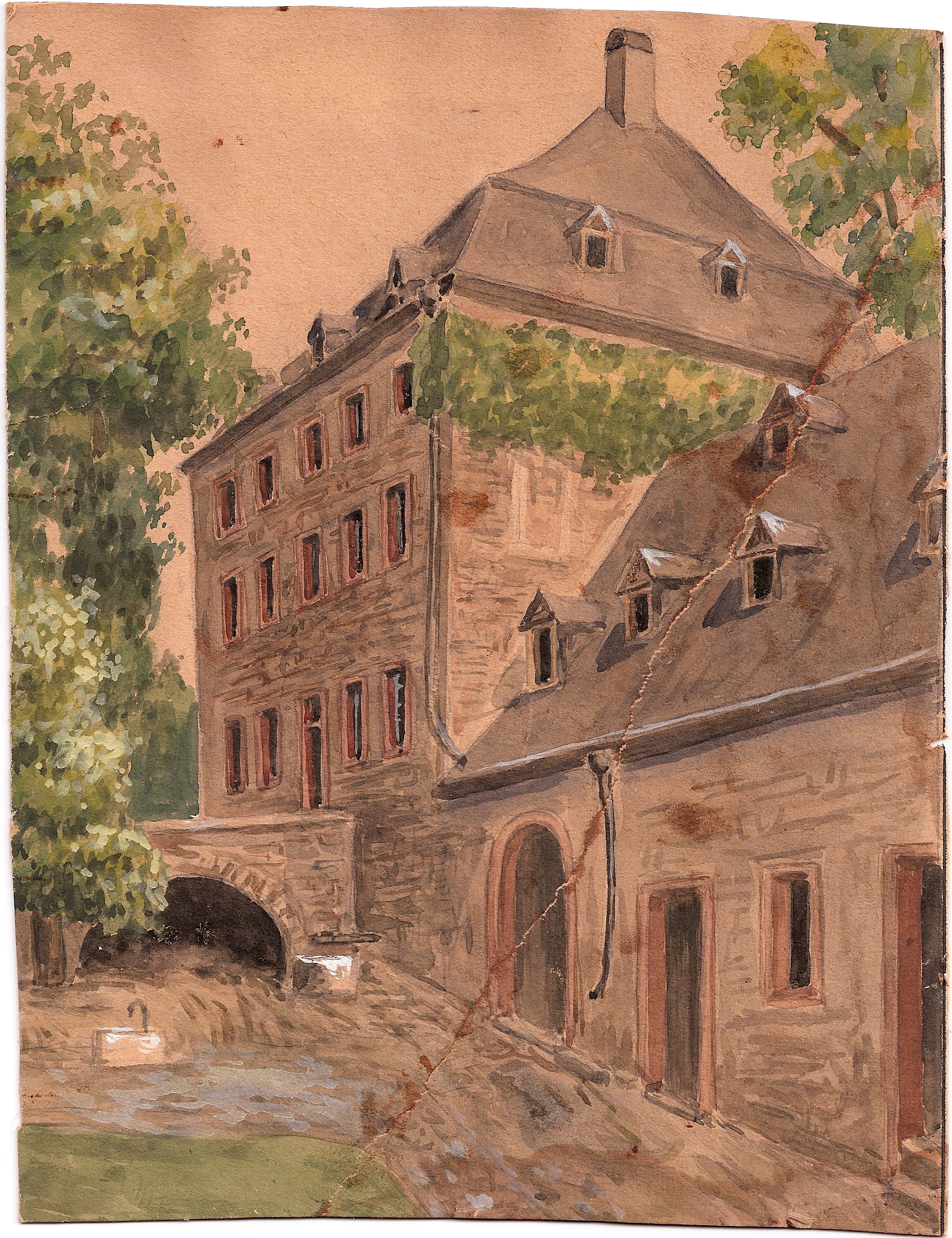
Le château de Klusserath date de 1200-1300. Il appartient à la famille Gebert de 1803 à 1944, et ensuite pendant quelques années, de 1944 à 1960 à Sever von Blankenfeld (1927-1965), le fils de Wilke von Blankenfeld (1897-1961). Cette peinture doit dater de 1850-1900

## Filiation
| | | | | | |  |  | | | | | Johannes I. Blanckenfeld (1240–1320) bourgmestre de Berlin | | | | | | | | | | | | | | | | | |  |  |  |  |  |  |  |  |  |  |  |  |  |  |
| | | | | | |  |  | | | | | | | | | | | | | | | | | | | | | | |  |  |  |  |  |  |  |  |  |  |  |  |  |  |
| | | | | | |  |  | | | | | Johann I. Blanckenfeld (1265–1333) bourgmestre de Spandau | | | | | | | | | | | | | | | | | |  |  |  |  |  |  |  |  |  |  |  |  |  |  |
| | | | | | |  |  | | | | | | | | | | | | | | | | | | | | | | |  |  |  |  |  |  |  |  |  |  |  |  |  |  |
| | | | | | |  |  | | | | | Jacob Blanckenfeld (1290–1370) Conseiller municipal de Berlin | | | | | | | | | | | | | | | | | |  |  |  |  |  |  |  |  |  |  |  |  |  |  |
| | | | | | |  |  | | | | | | | | | | | | | | | | | | | | | | |  |  |  |  |  |  |  |  |  |  |  |  |  |  |
| | | | | | |  |  | | | | | Peter Blanckenfeld (1335–1382) bourgmestre de Berlin | | | | | | | | | | | | | | | | | |  |  |  |  |  |  |  |  |  |  |  |  |  |  |
| | | | | | |  |  | | | | | | | | | | | | | | | | | | | | | | |  |  |  |  |  |  |  |  |  |  |  |  |  |  |
| | | | | | |  |  | | | | | Paul Blanckenfeld (1365–1443) bourgmestre de Berlin, capitaine | | | | | | | | | | | | | | | | | |  |  |  |  |  |  |  |  |  |  |  |  |  |  |
| | | | | | |  |  | | | | | | | | | | | | | | | | | | | | | | |  |  |  |  |  |  |  |  |  |  |  |  |  |  |
| | | | | | |  |  | | | | | | | | | | | | | | | | | | | | | | |  |  |  |  |  |  |  |  |  |  |  |  |  |  |
| | | | | | |  |  | Wilhelm Ier von Blanckenfeld (1390–1474) bourgmestre de Berlin / anobli en 1474. propriétaire des manoirs de Blankenburg, Pankow et Weissensee | Wilhelm Ier von Blanckenfeld (1390–1474) bourgmestre de Berlin / anobli en 1474. propriétaire des manoirs de Blankenburg, Pankow et Weissensee | Wilhelm Ier von Blanckenfeld (1390–1474) bourgmestre de Berlin / anobli en 1474. propriétaire des manoirs de Blankenburg, Pankow et Weissensee | Wilhelm Ier von Blanckenfeld (1390–1474) bourgmestre de Berlin / anobli en 1474. propriétaire des manoirs de Blankenburg, Pankow et Weissensee | Wilhelm Ier von Blanckenfeld (1390–1474) bourgmestre de Berlin / anobli en 1474. propriétaire des manoirs de Blankenburg, Pankow et Weissensee | Wilhelm Ier von Blanckenfeld (1390–1474) bourgmestre de Berlin / anobli en 1474. propriétaire des manoirs de Blankenburg, Pankow et Weissensee | | | Hans von Blanckenfeld (?- vers 1502) bourgmestre de Berlin de 1464 à 1472 / anobli en 1474. | Hans von Blanckenfeld (?- vers 1502) bourgmestre de Berlin de 1464 à 1472 / anobli en 1474. | Hans von Blanckenfeld (?- vers 1502) bourgmestre de Berlin de 1464 à 1472 / anobli en 1474. | Hans von Blanckenfeld (?- vers 1502) bourgmestre de Berlin de 1464 à 1472 / anobli en 1474. | Hans von Blanckenfeld (?- vers 1502) bourgmestre de Berlin de 1464 à 1472 / anobli en 1474. | Hans von Blanckenfeld (?- vers 1502) bourgmestre de Berlin de 1464 à 1472 / anobli en 1474. | | | | | | | | |  |  |  |  |  |  |  |  |  |  |  |  |  |  |
| | | | | | |  |  | Wilhelm Ier von Blanckenfeld (1390–1474) bourgmestre de Berlin / anobli en 1474. propriétaire des manoirs de Blankenburg, Pankow et Weissensee | Wilhelm Ier von Blanckenfeld (1390–1474) bourgmestre de Berlin / anobli en 1474. propriétaire des manoirs de Blankenburg, Pankow et Weissensee | Wilhelm Ier von Blanckenfeld (1390–1474) bourgmestre de Berlin / anobli en 1474. propriétaire des manoirs de Blankenburg, Pankow et Weissensee | Wilhelm Ier von Blanckenfeld (1390–1474) bourgmestre de Berlin / anobli en 1474. propriétaire des manoirs de Blankenburg, Pankow et Weissensee | Wilhelm Ier von Blanckenfeld (1390–1474) bourgmestre de Berlin / anobli en 1474. propriétaire des manoirs de Blankenburg, Pankow et Weissensee | Wilhelm Ier von Blanckenfeld (1390–1474) bourgmestre de Berlin / anobli en 1474. propriétaire des manoirs de Blankenburg, Pankow et Weissensee | | | Hans von Blanckenfeld (?- vers 1502) bourgmestre de Berlin de 1464 à 1472 / anobli en 1474. | Hans von Blanckenfeld (?- vers 1502) bourgmestre de Berlin de 1464 à 1472 / anobli en 1474. | Hans von Blanckenfeld (?- vers 1502) bourgmestre de Berlin de 1464 à 1472 / anobli en 1474. | Hans von Blanckenfeld (?- vers 1502) bourgmestre de Berlin de 1464 à 1472 / anobli en 1474. | Hans von Blanckenfeld (?- vers 1502) bourgmestre de Berlin de 1464 à 1472 / anobli en 1474. | Hans von Blanckenfeld (?- vers 1502) bourgmestre de Berlin de 1464 à 1472 / anobli en 1474. | | | | | | | | |  |  |  |  |  |  |  |  |  |  |  |  |  |  |
| | | | | | |  |  | Thomas von Blanckenfeld (1436–1504) bourgmestre de Berlin et propriétaire du manoir de Weißensee. Thomas se mariera deux fois, en 1458, à Berlin, avec Elisabeth Slotz(1440-1472), puis en 1474 avec Margareth von Buchholtz(1454-1531). il aura 21 enfants avec ses deux épouses dont Katharina née en 1502. | | | | | | | | | | | | | | | | | | | | | |  |  |  |  |  |  |  |  |  |  |  |  |  |  |
| | | | | | |  |  | | | | | | | | | | | | | | | | | | | | | | |  |  |  |  |  |  |  |  |  |  |  |  |  |  |
| | | | | | |  |  | | | | | | | | | | | | | | | | | | | | | | |  |  |  |  |  |  |  |  |  |  |  |  |  |  |
| Paul Heinrich von Blanckenfeld (1460–1532) Directeur de la monnaie | Paul Heinrich von Blanckenfeld (1460–1532) Directeur de la monnaie | Paul Heinrich von Blanckenfeld (1460–1532) Directeur de la monnaie | Paul Heinrich von Blanckenfeld (1460–1532) Directeur de la monnaie | Paul Heinrich von Blanckenfeld (1460–1532) Directeur de la monnaie | Paul Heinrich von Blanckenfeld (1460–1532) Directeur de la monnaie |  |  | Wilke II von Blanckenfeld (1465–1536) Commerçant à Berlin | Wilke II von Blanckenfeld (1465–1536) Commerçant à Berlin | Wilke II von Blanckenfeld (1465–1536) Commerçant à Berlin | Wilke II von Blanckenfeld (1465–1536) Commerçant à Berlin | Wilke II von Blanckenfeld (1465–1536) Commerçant à Berlin | Wilke II von Blanckenfeld (1465–1536) Commerçant à Berlin | | | Johann II von Blanckenfeld Archevêque de Riga | Johann II von Blanckenfeld Archevêque de Riga | Johann II von Blanckenfeld Archevêque de Riga | Johann II von Blanckenfeld Archevêque de Riga | Johann II von Blanckenfeld Archevêque de Riga | Johann II von Blanckenfeld Archevêque de Riga | | | Franz I (1485- 1554?) de Kulsdorf, en Livonie, marié avec Könne von Tiesenhausen dont il aura plusieurs enfants. Ses trois fils sont connus dont 1-Christopher 2-Johann 3-Hans, gouverneur de Fellin exécuté en 1602 par les Polonais au moment du siège de la ville de Fellin La descendance sera exclusivement féminine avec Gertrud, la fille de Hans, et Benigna, la fille de Johann. | Franz I (1485- 1554?) de Kulsdorf, en Livonie, marié avec Könne von Tiesenhausen dont il aura plusieurs enfants. Ses trois fils sont connus dont 1-Christopher 2-Johann 3-Hans, gouverneur de Fellin exécuté en 1602 par les Polonais au moment du siège de la ville de Fellin La descendance sera exclusivement féminine avec Gertrud, la fille de Hans, et Benigna, la fille de Johann. | Franz I (1485- 1554?) de Kulsdorf, en Livonie, marié avec Könne von Tiesenhausen dont il aura plusieurs enfants. Ses trois fils sont connus dont 1-Christopher 2-Johann 3-Hans, gouverneur de Fellin exécuté en 1602 par les Polonais au moment du siège de la ville de Fellin La descendance sera exclusivement féminine avec Gertrud, la fille de Hans, et Benigna, la fille de Johann. | Franz I (1485- 1554?) de Kulsdorf, en Livonie, marié avec Könne von Tiesenhausen dont il aura plusieurs enfants. Ses trois fils sont connus dont 1-Christopher 2-Johann 3-Hans, gouverneur de Fellin exécuté en 1602 par les Polonais au moment du siège de la ville de Fellin La descendance sera exclusivement féminine avec Gertrud, la fille de Hans, et Benigna, la fille de Johann. | Franz I (1485- 1554?) de Kulsdorf, en Livonie, marié avec Könne von Tiesenhausen dont il aura plusieurs enfants. Ses trois fils sont connus dont 1-Christopher 2-Johann 3-Hans, gouverneur de Fellin exécuté en 1602 par les Polonais au moment du siège de la ville de Fellin La descendance sera exclusivement féminine avec Gertrud, la fille de Hans, et Benigna, la fille de Johann. | Franz I (1485- 1554?) de Kulsdorf, en Livonie, marié avec Könne von Tiesenhausen dont il aura plusieurs enfants. Ses trois fils sont connus dont 1-Christopher 2-Johann 3-Hans, gouverneur de Fellin exécuté en 1602 par les Polonais au moment du siège de la ville de Fellin La descendance sera exclusivement féminine avec Gertrud, la fille de Hans, et Benigna, la fille de Johann. |  |  |  |  |  |  |  |  |  |  |  |  |  |  |
| Paul Heinrich von Blanckenfeld (1460–1532) Directeur de la monnaie | Paul Heinrich von Blanckenfeld (1460–1532) Directeur de la monnaie | Paul Heinrich von Blanckenfeld (1460–1532) Directeur de la monnaie | Paul Heinrich von Blanckenfeld (1460–1532) Directeur de la monnaie | Paul Heinrich von Blanckenfeld (1460–1532) Directeur de la monnaie | Paul Heinrich von Blanckenfeld (1460–1532) Directeur de la monnaie |  |  | Wilke II von Blanckenfeld (1465–1536) Commerçant à Berlin | Wilke II von Blanckenfeld (1465–1536) Commerçant à Berlin | Wilke II von Blanckenfeld (1465–1536) Commerçant à Berlin | Wilke II von Blanckenfeld (1465–1536) Commerçant à Berlin | Wilke II von Blanckenfeld (1465–1536) Commerçant à Berlin | Wilke II von Blanckenfeld (1465–1536) Commerçant à Berlin | | | Johann II von Blanckenfeld Archevêque de Riga | Johann II von Blanckenfeld Archevêque de Riga | Johann II von Blanckenfeld Archevêque de Riga | Johann II von Blanckenfeld Archevêque de Riga | Johann II von Blanckenfeld Archevêque de Riga | Johann II von Blanckenfeld Archevêque de Riga | | | Franz I (1485- 1554?) de Kulsdorf, en Livonie, marié avec Könne von Tiesenhausen dont il aura plusieurs enfants. Ses trois fils sont connus dont 1-Christopher 2-Johann 3-Hans, gouverneur de Fellin exécuté en 1602 par les Polonais au moment du siège de la ville de Fellin La descendance sera exclusivement féminine avec Gertrud, la fille de Hans, et Benigna, la fille de Johann. | Franz I (1485- 1554?) de Kulsdorf, en Livonie, marié avec Könne von Tiesenhausen dont il aura plusieurs enfants. Ses trois fils sont connus dont 1-Christopher 2-Johann 3-Hans, gouverneur de Fellin exécuté en 1602 par les Polonais au moment du siège de la ville de Fellin La descendance sera exclusivement féminine avec Gertrud, la fille de Hans, et Benigna, la fille de Johann. | Franz I (1485- 1554?) de Kulsdorf, en Livonie, marié avec Könne von Tiesenhausen dont il aura plusieurs enfants. Ses trois fils sont connus dont 1-Christopher 2-Johann 3-Hans, gouverneur de Fellin exécuté en 1602 par les Polonais au moment du siège de la ville de Fellin La descendance sera exclusivement féminine avec Gertrud, la fille de Hans, et Benigna, la fille de Johann. | Franz I (1485- 1554?) de Kulsdorf, en Livonie, marié avec Könne von Tiesenhausen dont il aura plusieurs enfants. Ses trois fils sont connus dont 1-Christopher 2-Johann 3-Hans, gouverneur de Fellin exécuté en 1602 par les Polonais au moment du siège de la ville de Fellin La descendance sera exclusivement féminine avec Gertrud, la fille de Hans, et Benigna, la fille de Johann. | Franz I (1485- 1554?) de Kulsdorf, en Livonie, marié avec Könne von Tiesenhausen dont il aura plusieurs enfants. Ses trois fils sont connus dont 1-Christopher 2-Johann 3-Hans, gouverneur de Fellin exécuté en 1602 par les Polonais au moment du siège de la ville de Fellin La descendance sera exclusivement féminine avec Gertrud, la fille de Hans, et Benigna, la fille de Johann. | Franz I (1485- 1554?) de Kulsdorf, en Livonie, marié avec Könne von Tiesenhausen dont il aura plusieurs enfants. Ses trois fils sont connus dont 1-Christopher 2-Johann 3-Hans, gouverneur de Fellin exécuté en 1602 par les Polonais au moment du siège de la ville de Fellin La descendance sera exclusivement féminine avec Gertrud, la fille de Hans, et Benigna, la fille de Johann. |  |  |  |  |  |  |  |  |  |  |  |  |  |  |
| | | | | | |  |  | Johann III. von Blanckenfeld (1507–1579) bourgmestre de Berlin, marié avec Dorothea von Vinzelberg, puis avec Martha von Muller | | | | | | | | | | | | | | | | | | | | | |  |  |  |  |  |  |  |  |  |  |  |  |  |  |
| | | | | | |  |  | | | | | | | | | | | | | | | | | | | | | | |  |  |  |  |  |  |  |  |  |  |  |  |  |  |
| | | | | | |  |  | | | | | | | | | | | | | | | | | | | | | | |  |  |  |  |  |  |  |  |  |  |  |  |  |  |
| 1/Joachim von Blanckenfeld (1529–1612) bourgmestre de Francfort-sur-l'Oder. 2/Franz II Blankenfeld (1540-1617) marié avec Catharina Orgies, propriétaire du célèbre manoir d'Ollustfer situé à quelques kilomètres de la ville de Fellin | 1/Joachim von Blanckenfeld (1529–1612) bourgmestre de Francfort-sur-l'Oder. 2/Franz II Blankenfeld (1540-1617) marié avec Catharina Orgies, propriétaire du célèbre manoir d'Ollustfer situé à quelques kilomètres de la ville de Fellin | 1/Joachim von Blanckenfeld (1529–1612) bourgmestre de Francfort-sur-l'Oder. 2/Franz II Blankenfeld (1540-1617) marié avec Catharina Orgies, propriétaire du célèbre manoir d'Ollustfer situé à quelques kilomètres de la ville de Fellin | 1/Joachim von Blanckenfeld (1529–1612) bourgmestre de Francfort-sur-l'Oder. 2/Franz II Blankenfeld (1540-1617) marié avec Catharina Orgies, propriétaire du célèbre manoir d'Ollustfer situé à quelques kilomètres de la ville de Fellin | 1/Joachim von Blanckenfeld (1529–1612) bourgmestre de Francfort-sur-l'Oder. 2/Franz II Blankenfeld (1540-1617) marié avec Catharina Orgies, propriétaire du célèbre manoir d'Ollustfer situé à quelques kilomètres de la ville de Fellin | 1/Joachim von Blanckenfeld (1529–1612) bourgmestre de Francfort-sur-l'Oder. 2/Franz II Blankenfeld (1540-1617) marié avec Catharina Orgies, propriétaire du célèbre manoir d'Ollustfer situé à quelques kilomètres de la ville de Fellin |  |  | Johann IV. von Blanckenfeld (1542-1579) Secrétaire administratif de la région et de la chambre du Brandebourg | Johann IV. von Blanckenfeld (1542-1579) Secrétaire administratif de la région et de la chambre du Brandebourg | Johann IV. von Blanckenfeld (1542-1579) Secrétaire administratif de la région et de la chambre du Brandebourg | Johann IV. von Blanckenfeld (1542-1579) Secrétaire administratif de la région et de la chambre du Brandebourg | Johann IV. von Blanckenfeld (1542-1579) Secrétaire administratif de la région et de la chambre du Brandebourg | Johann IV. von Blanckenfeld (1542-1579) Secrétaire administratif de la région et de la chambre du Brandebourg | | | Wilhelm IV. von Blanckenfeld (1575-1629) Conseiller municipal de Weißensee, dernier propriétaire du manoir de Weißensee, marié avec Anna von Theuring (?-1613), 7 enfants dont Hans Henning(1602-1685), puis avec Anna von Britzke, deux enfants dont Christian et Georg Wilhelm                                     | Wilhelm IV. von Blanckenfeld (1575-1629) Conseiller municipal de Weißensee, dernier propriétaire du manoir de Weißensee, marié avec Anna von Theuring (?-1613), 7 enfants dont Hans Henning(1602-1685), puis avec Anna von Britzke, deux enfants dont Christian et Georg Wilhelm                                     | Wilhelm IV. von Blanckenfeld (1575-1629) Conseiller municipal de Weißensee, dernier propriétaire du manoir de Weißensee, marié avec Anna von Theuring (?-1613), 7 enfants dont Hans Henning(1602-1685), puis avec Anna von Britzke, deux enfants dont Christian et Georg Wilhelm | Wilhelm IV. von Blanckenfeld (1575-1629) Conseiller municipal de Weißensee, dernier propriétaire du manoir de Weißensee, marié avec Anna von Theuring (?-1613), 7 enfants dont Hans Henning(1602-1685), puis avec Anna von Britzke, deux enfants dont Christian et Georg Wilhelm | Wilhelm IV. von Blanckenfeld (1575-1629) Conseiller municipal de Weißensee, dernier propriétaire du manoir de Weißensee, marié avec Anna von Theuring (?-1613), 7 enfants dont Hans Henning(1602-1685), puis avec Anna von Britzke, deux enfants dont Christian et Georg Wilhelm | Wilhelm IV. von Blanckenfeld (1575-1629) Conseiller municipal de Weißensee, dernier propriétaire du manoir de Weißensee, marié avec Anna von Theuring (?-1613), 7 enfants dont Hans Henning(1602-1685), puis avec Anna von Britzke, deux enfants dont Christian et Georg Wilhelm | | | | | | | | |  |  |  |  |  |  |  |  |  |  |  |  |  |  |
| 1/Joachim von Blanckenfeld (1529–1612) bourgmestre de Francfort-sur-l'Oder. 2/Franz II Blankenfeld (1540-1617) marié avec Catharina Orgies, propriétaire du célèbre manoir d'Ollustfer situé à quelques kilomètres de la ville de Fellin | 1/Joachim von Blanckenfeld (1529–1612) bourgmestre de Francfort-sur-l'Oder. 2/Franz II Blankenfeld (1540-1617) marié avec Catharina Orgies, propriétaire du célèbre manoir d'Ollustfer situé à quelques kilomètres de la ville de Fellin | 1/Joachim von Blanckenfeld (1529–1612) bourgmestre de Francfort-sur-l'Oder. 2/Franz II Blankenfeld (1540-1617) marié avec Catharina Orgies, propriétaire du célèbre manoir d'Ollustfer situé à quelques kilomètres de la ville de Fellin | 1/Joachim von Blanckenfeld (1529–1612) bourgmestre de Francfort-sur-l'Oder. 2/Franz II Blankenfeld (1540-1617) marié avec Catharina Orgies, propriétaire du célèbre manoir d'Ollustfer situé à quelques kilomètres de la ville de Fellin | 1/Joachim von Blanckenfeld (1529–1612) bourgmestre de Francfort-sur-l'Oder. 2/Franz II Blankenfeld (1540-1617) marié avec Catharina Orgies, propriétaire du célèbre manoir d'Ollustfer situé à quelques kilomètres de la ville de Fellin | 1/Joachim von Blanckenfeld (1529–1612) bourgmestre de Francfort-sur-l'Oder. 2/Franz II Blankenfeld (1540-1617) marié avec Catharina Orgies, propriétaire du célèbre manoir d'Ollustfer situé à quelques kilomètres de la ville de Fellin |  |  | Johann IV. von Blanckenfeld (1542-1579) Secrétaire administratif de la région et de la chambre du Brandebourg | Johann IV. von Blanckenfeld (1542-1579) Secrétaire administratif de la région et de la chambre du Brandebourg | Johann IV. von Blanckenfeld (1542-1579) Secrétaire administratif de la région et de la chambre du Brandebourg | Johann IV. von Blanckenfeld (1542-1579) Secrétaire administratif de la région et de la chambre du Brandebourg | Johann IV. von Blanckenfeld (1542-1579) Secrétaire administratif de la région et de la chambre du Brandebourg | Johann IV. von Blanckenfeld (1542-1579) Secrétaire administratif de la région et de la chambre du Brandebourg | | | Wilhelm IV. von Blanckenfeld (1575-1629) Conseiller municipal de Weißensee, dernier propriétaire du manoir de Weißensee, marié avec Anna von Theuring (?-1613), 7 enfants dont Hans Henning(1602-1685), puis avec Anna von Britzke, deux enfants dont Christian et Georg Wilhelm                                     | Wilhelm IV. von Blanckenfeld (1575-1629) Conseiller municipal de Weißensee, dernier propriétaire du manoir de Weißensee, marié avec Anna von Theuring (?-1613), 7 enfants dont Hans Henning(1602-1685), puis avec Anna von Britzke, deux enfants dont Christian et Georg Wilhelm                                     | Wilhelm IV. von Blanckenfeld (1575-1629) Conseiller municipal de Weißensee, dernier propriétaire du manoir de Weißensee, marié avec Anna von Theuring (?-1613), 7 enfants dont Hans Henning(1602-1685), puis avec Anna von Britzke, deux enfants dont Christian et Georg Wilhelm | Wilhelm IV. von Blanckenfeld (1575-1629) Conseiller municipal de Weißensee, dernier propriétaire du manoir de Weißensee, marié avec Anna von Theuring (?-1613), 7 enfants dont Hans Henning(1602-1685), puis avec Anna von Britzke, deux enfants dont Christian et Georg Wilhelm | Wilhelm IV. von Blanckenfeld (1575-1629) Conseiller municipal de Weißensee, dernier propriétaire du manoir de Weißensee, marié avec Anna von Theuring (?-1613), 7 enfants dont Hans Henning(1602-1685), puis avec Anna von Britzke, deux enfants dont Christian et Georg Wilhelm | Wilhelm IV. von Blanckenfeld (1575-1629) Conseiller municipal de Weißensee, dernier propriétaire du manoir de Weißensee, marié avec Anna von Theuring (?-1613), 7 enfants dont Hans Henning(1602-1685), puis avec Anna von Britzke, deux enfants dont Christian et Georg Wilhelm | | | | | | | | |  |  |  |  |  |  |  |  |  |  |  |  |  |  |
| | | | | | |  |  | | | | | | | | | | | | | | | | | | | | | | |  |  |  |  |  |  |  |  |  |  |  |  |  |  |
| | | | | | |  |  | | | | | Christian 1 von Blanckenfeld, premier lieutenant aura trois enfants dont Christian 2, Hans Wilhelm et Dorothea Maria (1648-1709) qui se marie en 1676 avec Christoph Adam von Pühel. Ce qui suit est la descendance de Christian, propriétaire du manoir de Hindenburg près de Templin dans la région de l'Uckermark | Christian 1 von Blanckenfeld, premier lieutenant aura trois enfants dont Christian 2, Hans Wilhelm et Dorothea Maria (1648-1709) qui se marie en 1676 avec Christoph Adam von Pühel. Ce qui suit est la descendance de Christian, propriétaire du manoir de Hindenburg près de Templin dans la région de l'Uckermark | Christian 1 von Blanckenfeld, premier lieutenant aura trois enfants dont Christian 2, Hans Wilhelm et Dorothea Maria (1648-1709) qui se marie en 1676 avec Christoph Adam von Pühel. Ce qui suit est la descendance de Christian, propriétaire du manoir de Hindenburg près de Templin dans la région de l'Uckermark | Christian 1 von Blanckenfeld, premier lieutenant aura trois enfants dont Christian 2, Hans Wilhelm et Dorothea Maria (1648-1709) qui se marie en 1676 avec Christoph Adam von Pühel. Ce qui suit est la descendance de Christian, propriétaire du manoir de Hindenburg près de Templin dans la région de l'Uckermark | Christian 1 von Blanckenfeld, premier lieutenant aura trois enfants dont Christian 2, Hans Wilhelm et Dorothea Maria (1648-1709) qui se marie en 1676 avec Christoph Adam von Pühel. Ce qui suit est la descendance de Christian, propriétaire du manoir de Hindenburg près de Templin dans la région de l'Uckermark | Christian 1 von Blanckenfeld, premier lieutenant aura trois enfants dont Christian 2, Hans Wilhelm et Dorothea Maria (1648-1709) qui se marie en 1676 avec Christoph Adam von Pühel. Ce qui suit est la descendance de Christian, propriétaire du manoir de Hindenburg près de Templin dans la région de l'Uckermark | | | Hans Henning von Blanckenfeld (1602–1689) Seigneur d'Oehna près de Bautzen, juge à la cour impériale, marié à Seifersdorf avec Sophia Katharina von Grünrod 1628-1651, puis avec Sophia Elisabeth von Grünrod (?-1707), une fille                                                | Hans Henning von Blanckenfeld (1602–1689) Seigneur d'Oehna près de Bautzen, juge à la cour impériale, marié à Seifersdorf avec Sophia Katharina von Grünrod 1628-1651, puis avec Sophia Elisabeth von Grünrod (?-1707), une fille                                                | Hans Henning von Blanckenfeld (1602–1689) Seigneur d'Oehna près de Bautzen, juge à la cour impériale, marié à Seifersdorf avec Sophia Katharina von Grünrod 1628-1651, puis avec Sophia Elisabeth von Grünrod (?-1707), une fille | Hans Henning von Blanckenfeld (1602–1689) Seigneur d'Oehna près de Bautzen, juge à la cour impériale, marié à Seifersdorf avec Sophia Katharina von Grünrod 1628-1651, puis avec Sophia Elisabeth von Grünrod (?-1707), une fille | Hans Henning von Blanckenfeld (1602–1689) Seigneur d'Oehna près de Bautzen, juge à la cour impériale, marié à Seifersdorf avec Sophia Katharina von Grünrod 1628-1651, puis avec Sophia Elisabeth von Grünrod (?-1707), une fille | Hans Henning von Blanckenfeld (1602–1689) Seigneur d'Oehna près de Bautzen, juge à la cour impériale, marié à Seifersdorf avec Sophia Katharina von Grünrod 1628-1651, puis avec Sophia Elisabeth von Grünrod (?-1707), une fille | | | | |  |  |  |  |  |  |  |  |  |  |  |  |  |  |
| | | | | | |  |  | | | | | Christian 1 von Blanckenfeld, premier lieutenant aura trois enfants dont Christian 2, Hans Wilhelm et Dorothea Maria (1648-1709) qui se marie en 1676 avec Christoph Adam von Pühel. Ce qui suit est la descendance de Christian, propriétaire du manoir de Hindenburg près de Templin dans la région de l'Uckermark | Christian 1 von Blanckenfeld, premier lieutenant aura trois enfants dont Christian 2, Hans Wilhelm et Dorothea Maria (1648-1709) qui se marie en 1676 avec Christoph Adam von Pühel. Ce qui suit est la descendance de Christian, propriétaire du manoir de Hindenburg près de Templin dans la région de l'Uckermark | Christian 1 von Blanckenfeld, premier lieutenant aura trois enfants dont Christian 2, Hans Wilhelm et Dorothea Maria (1648-1709) qui se marie en 1676 avec Christoph Adam von Pühel. Ce qui suit est la descendance de Christian, propriétaire du manoir de Hindenburg près de Templin dans la région de l'Uckermark | Christian 1 von Blanckenfeld, premier lieutenant aura trois enfants dont Christian 2, Hans Wilhelm et Dorothea Maria (1648-1709) qui se marie en 1676 avec Christoph Adam von Pühel. Ce qui suit est la descendance de Christian, propriétaire du manoir de Hindenburg près de Templin dans la région de l'Uckermark | Christian 1 von Blanckenfeld, premier lieutenant aura trois enfants dont Christian 2, Hans Wilhelm et Dorothea Maria (1648-1709) qui se marie en 1676 avec Christoph Adam von Pühel. Ce qui suit est la descendance de Christian, propriétaire du manoir de Hindenburg près de Templin dans la région de l'Uckermark | Christian 1 von Blanckenfeld, premier lieutenant aura trois enfants dont Christian 2, Hans Wilhelm et Dorothea Maria (1648-1709) qui se marie en 1676 avec Christoph Adam von Pühel. Ce qui suit est la descendance de Christian, propriétaire du manoir de Hindenburg près de Templin dans la région de l'Uckermark | | | Hans Henning von Blanckenfeld (1602–1689) Seigneur d'Oehna près de Bautzen, juge à la cour impériale, marié à Seifersdorf avec Sophia Katharina von Grünrod 1628-1651, puis avec Sophia Elisabeth von Grünrod (?-1707), une fille                                                | Hans Henning von Blanckenfeld (1602–1689) Seigneur d'Oehna près de Bautzen, juge à la cour impériale, marié à Seifersdorf avec Sophia Katharina von Grünrod 1628-1651, puis avec Sophia Elisabeth von Grünrod (?-1707), une fille                                                | Hans Henning von Blanckenfeld (1602–1689) Seigneur d'Oehna près de Bautzen, juge à la cour impériale, marié à Seifersdorf avec Sophia Katharina von Grünrod 1628-1651, puis avec Sophia Elisabeth von Grünrod (?-1707), une fille | Hans Henning von Blanckenfeld (1602–1689) Seigneur d'Oehna près de Bautzen, juge à la cour impériale, marié à Seifersdorf avec Sophia Katharina von Grünrod 1628-1651, puis avec Sophia Elisabeth von Grünrod (?-1707), une fille | Hans Henning von Blanckenfeld (1602–1689) Seigneur d'Oehna près de Bautzen, juge à la cour impériale, marié à Seifersdorf avec Sophia Katharina von Grünrod 1628-1651, puis avec Sophia Elisabeth von Grünrod (?-1707), une fille | Hans Henning von Blanckenfeld (1602–1689) Seigneur d'Oehna près de Bautzen, juge à la cour impériale, marié à Seifersdorf avec Sophia Katharina von Grünrod 1628-1651, puis avec Sophia Elisabeth von Grünrod (?-1707), une fille | | | | |  |  |  |  |  |  |  |  |  |  |  |  |  |  |
| | | | | | |  |  | | | | | Hans Caspar von Blanckenfeld (mort en 1751 à Hindenburg) marié, 1 fils | | | | | | | | | | | | | | | | | |  |  |  |  |  |  |  |  |  |  |  |  |  |  |
| | | | | | |  |  | | | | | | | | | | | | | | | | | | | | | | |  |  |  |  |  |  |  |  |  |  |  |  |  |  |
| | | | | | |  |  | | | | | Christian 3 Wilhelm von Blanckenfeld (1728 Hindenburg–1795 ??) invalide de guerre, capitaine d'infanterie à Berlin marié 2 fois, 2 enfants dont une fille Florentina | | | | | | | | | | | | | | | | | |  |  |  |  |  |  |  |  |  |  |  |  |  |  |
| | | | | | |  |  | | | | | | | | | | | | | | | | | | | | | | |  |  |  |  |  |  |  |  |  |  |  |  |  |  |
| | | | | | |  |  | | | | | Eberhard Wilhelm von Blan(c)kenfeld (1770 Berlin–1834 Potsdam)lieutenant-colonel de gendarmerie à Potsdam, marié le 5 juillet 1804 avec Caroline Wilhelmine Friederike von Tschirschky (1778 Schonebeck–1855 Berlin) 4 enfants dont Hermann Gustav Wilhelm (1809-1882) lieutenant-colonel, croix de fer, sans descendance, Luise (1812-1879) qui sera chanoinesse, Gustav Léo Eberhard (1813-1888), Wilhelm Eberhard (1817-1882) sans descendance | | | | | | | | | | | | | | | | | |  |  |  |  |  |  |  |  |  |  |  |  |  |  |
| | | | | | |  |  | | | | | | | | | | | | | | | | | | | | | | |  |  |  |  |  |  |  |  |  |  |  |  |  |  |
| | | | | | |  |  | | | | | Gustav Léo Eberhard von Blankenfeld (1813 Demmin–1888 Charlottenburg) Major Royal d'infanterie à Berlin, marié le 16 novembre 1858 avec Luise Karoline Pauline von Randow (1832 Buk-1879 Charlottenburg) 2 enfants, Martha (1861-1879) et Alfred. Gustav se remarie, à 70 ans, le 29 novembre 1883, église de la garnison royale de Charlottenburg, avec Emilie Wilhelmine Ernestine Geist(1830-1896) | | | | | | | | | | | | | | | | | |  |  |  |  |  |  |  |  |  |  |  |  |  |  |
| | | | | | |  |  | | | | | | | | | | | | | | | | | | | | | | |  |  |  |  |  |  |  |  |  |  |  |  |  |  |
| | | | | | |  |  | | | | | Alfred Gustav Eberhard von Blankenfeld (1862 Stettin/Szczecin–1931 Trèves) Participe comme lieutenant à la guerre de 1914-1918 avec son fils Wilke, commandant de cavalerie à Trèves, marié le 13 août 1896 avec Helena Emma Anna Schultze(1876 Wriezen-1928 Trèves). Le couple aura 3 enfants dont Hertha,pas d'enfant, Malte,2 enfants et Wilke 2 enfants | | | | | | | | | | | | | | | | | |  |  |  |  |  |  |  |  |  |  |  |  |  |  |
| | | | | | |  |  | | | | | | | | | | | | | | | | | | | | | | |  |  |  |  |  |  |  |  |  |  |  |  |  |  |
| | | | | | |  |  | | | | | Wilke Matthias Alfred Julius Eberhard von Blankenfeld (1897 Rastatt baden–1961 Bad Godesberg) Rittmeister, marié avec Anna Héléna Emilie Margareta Gretly Gebert (1893 Klüsserath-1944 Klüsserath). Ils auront 2 enfants. Wilke participe aux deux guerres mondiales en 1914 dans le régiment de chasseurs à Cheval Nr7 contre les Russes avec son père Alfred. En 1939 il est major réserviste dans les transmissions. Wilke meurt en 1961 à 64 ans, à Bad Godesberg, sans argent, dans une misère totale. | | | | | | | | | | | | | | | | | |  |  |  |  |  |  |  |  |  |  |  |  |  |  |
| | | | | | |  |  | | | | | | | | | | | | | | | | | | | | | | |  |  |  |  |  |  |  |  |  |  |  |  |  |  |
| | | | | | |  |  | | | | | | | | | | | | | | | | | | | | | | |  |  |  |  |  |  |  |  |  |  |  |  |  |  |
| | | | | | |  |  | Luise von Blankenfeld (1922-2006) se marie en 1945 à Klüsserath. 5 enfants naissent de ce mariage dont 3 en Allemagne à Klüsserath, une fille au château et 2 fils au moulin. Luise, son mari Emile (1916-1996) et ses trois enfants quittent l'Allemagne pour la France en 1950, suite à un différend familial. Luise, avec les lois de Hitler est apatride plus de dix années. Elle est naturalisée française en 1963. Le couple franco-allemand a cinq enfants au total, et meurt en France. En 2025, quatre enfants, 9 petits-enfants et 12 arriere-petits-enfants descendent de Luise et Emile soit ving-cinq personnes ... | Luise von Blankenfeld (1922-2006) se marie en 1945 à Klüsserath. 5 enfants naissent de ce mariage dont 3 en Allemagne à Klüsserath, une fille au château et 2 fils au moulin. Luise, son mari Emile (1916-1996) et ses trois enfants quittent l'Allemagne pour la France en 1950, suite à un différend familial. Luise, avec les lois de Hitler est apatride plus de dix années. Elle est naturalisée française en 1963. Le couple franco-allemand a cinq enfants au total, et meurt en France. En 2025, quatre enfants, 9 petits-enfants et 12 arriere-petits-enfants descendent de Luise et Emile soit ving-cinq personnes ... | Luise von Blankenfeld (1922-2006) se marie en 1945 à Klüsserath. 5 enfants naissent de ce mariage dont 3 en Allemagne à Klüsserath, une fille au château et 2 fils au moulin. Luise, son mari Emile (1916-1996) et ses trois enfants quittent l'Allemagne pour la France en 1950, suite à un différend familial. Luise, avec les lois de Hitler est apatride plus de dix années. Elle est naturalisée française en 1963. Le couple franco-allemand a cinq enfants au total, et meurt en France. En 2025, quatre enfants, 9 petits-enfants et 12 arriere-petits-enfants descendent de Luise et Emile soit ving-cinq personnes ... | Luise von Blankenfeld (1922-2006) se marie en 1945 à Klüsserath. 5 enfants naissent de ce mariage dont 3 en Allemagne à Klüsserath, une fille au château et 2 fils au moulin. Luise, son mari Emile (1916-1996) et ses trois enfants quittent l'Allemagne pour la France en 1950, suite à un différend familial. Luise, avec les lois de Hitler est apatride plus de dix années. Elle est naturalisée française en 1963. Le couple franco-allemand a cinq enfants au total, et meurt en France. En 2025, quatre enfants, 9 petits-enfants et 12 arriere-petits-enfants descendent de Luise et Emile soit ving-cinq personnes ... | Luise von Blankenfeld (1922-2006) se marie en 1945 à Klüsserath. 5 enfants naissent de ce mariage dont 3 en Allemagne à Klüsserath, une fille au château et 2 fils au moulin. Luise, son mari Emile (1916-1996) et ses trois enfants quittent l'Allemagne pour la France en 1950, suite à un différend familial. Luise, avec les lois de Hitler est apatride plus de dix années. Elle est naturalisée française en 1963. Le couple franco-allemand a cinq enfants au total, et meurt en France. En 2025, quatre enfants, 9 petits-enfants et 12 arriere-petits-enfants descendent de Luise et Emile soit ving-cinq personnes ... | Luise von Blankenfeld (1922-2006) se marie en 1945 à Klüsserath. 5 enfants naissent de ce mariage dont 3 en Allemagne à Klüsserath, une fille au château et 2 fils au moulin. Luise, son mari Emile (1916-1996) et ses trois enfants quittent l'Allemagne pour la France en 1950, suite à un différend familial. Luise, avec les lois de Hitler est apatride plus de dix années. Elle est naturalisée française en 1963. Le couple franco-allemand a cinq enfants au total, et meurt en France. En 2025, quatre enfants, 9 petits-enfants et 12 arriere-petits-enfants descendent de Luise et Emile soit ving-cinq personnes ... | | | Sever Wilke Alfred von Blankenfeld (1927–1965) marié en 1949, 1 fils. Sever sera le propriétaire du château de Klüsserath pendant quelques années. Sa femme Anna (1931-2018) et son fils quitte Klüsserath pour les États-Unis en 1955.                                                                              | Sever Wilke Alfred von Blankenfeld (1927–1965) marié en 1949, 1 fils. Sever sera le propriétaire du château de Klüsserath pendant quelques années. Sa femme Anna (1931-2018) et son fils quitte Klüsserath pour les États-Unis en 1955.                                                                              | Sever Wilke Alfred von Blankenfeld (1927–1965) marié en 1949, 1 fils. Sever sera le propriétaire du château de Klüsserath pendant quelques années. Sa femme Anna (1931-2018) et son fils quitte Klüsserath pour les États-Unis en 1955.                                          | Sever Wilke Alfred von Blankenfeld (1927–1965) marié en 1949, 1 fils. Sever sera le propriétaire du château de Klüsserath pendant quelques années. Sa femme Anna (1931-2018) et son fils quitte Klüsserath pour les États-Unis en 1955.                                          | Sever Wilke Alfred von Blankenfeld (1927–1965) marié en 1949, 1 fils. Sever sera le propriétaire du château de Klüsserath pendant quelques années. Sa femme Anna (1931-2018) et son fils quitte Klüsserath pour les États-Unis en 1955.                                          | Sever Wilke Alfred von Blankenfeld (1927–1965) marié en 1949, 1 fils. Sever sera le propriétaire du château de Klüsserath pendant quelques années. Sa femme Anna (1931-2018) et son fils quitte Klüsserath pour les États-Unis en 1955.                                          | | | | | | | | |  |  |  |  |  |  |  |  |  |  |  |  |  |  |

## Pour approfondir